# Guerra

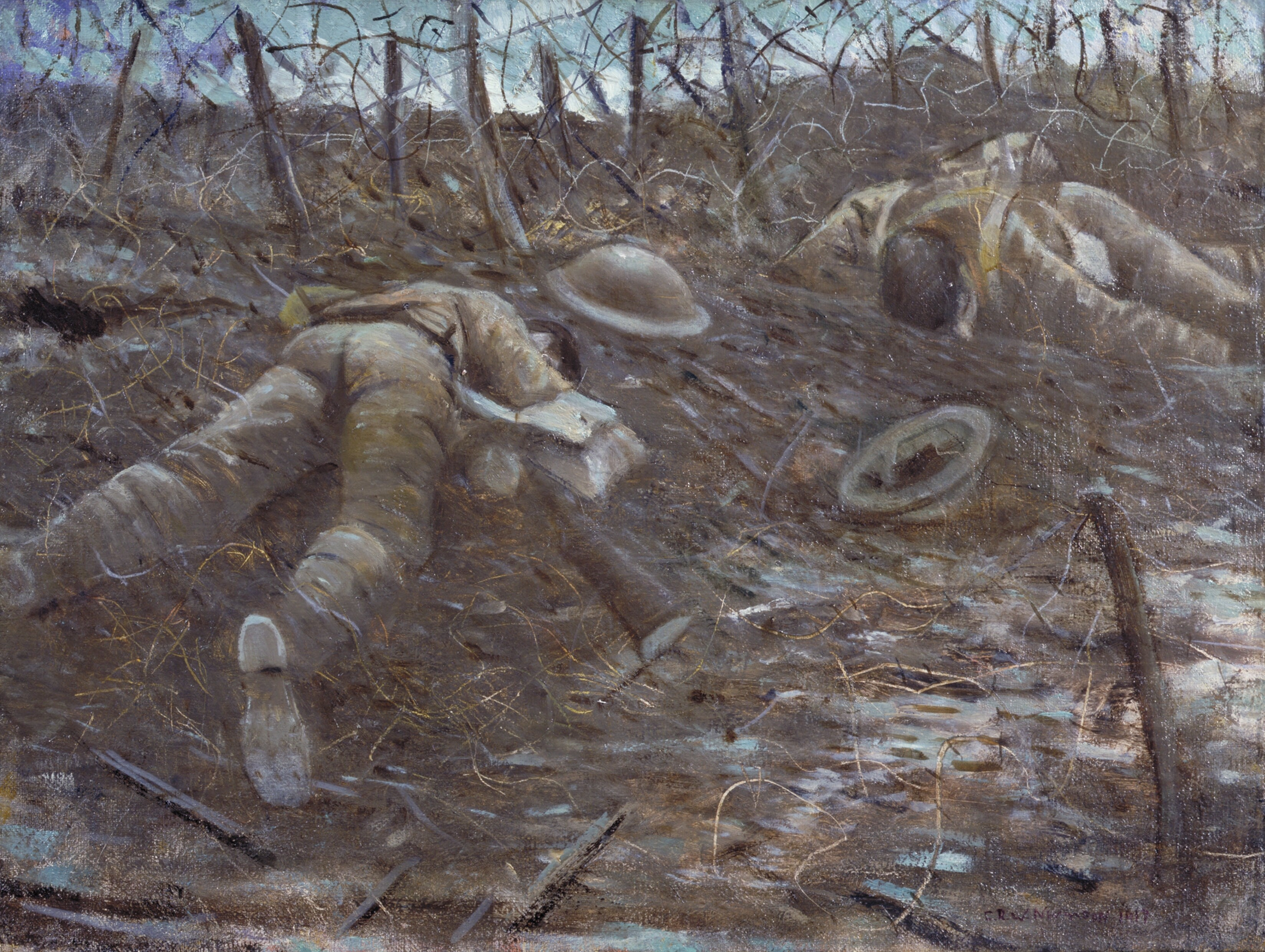
Paths of glory, cuadro de Christopher Nevinson de la exposición en Leicester Galleries en 1918; dio nombre a la película homónima de Stanley Kubrick, inspirándose en una cita del poeta del Thomas Gray: "Los senderos de la gloria no conducen sino a la tumba".

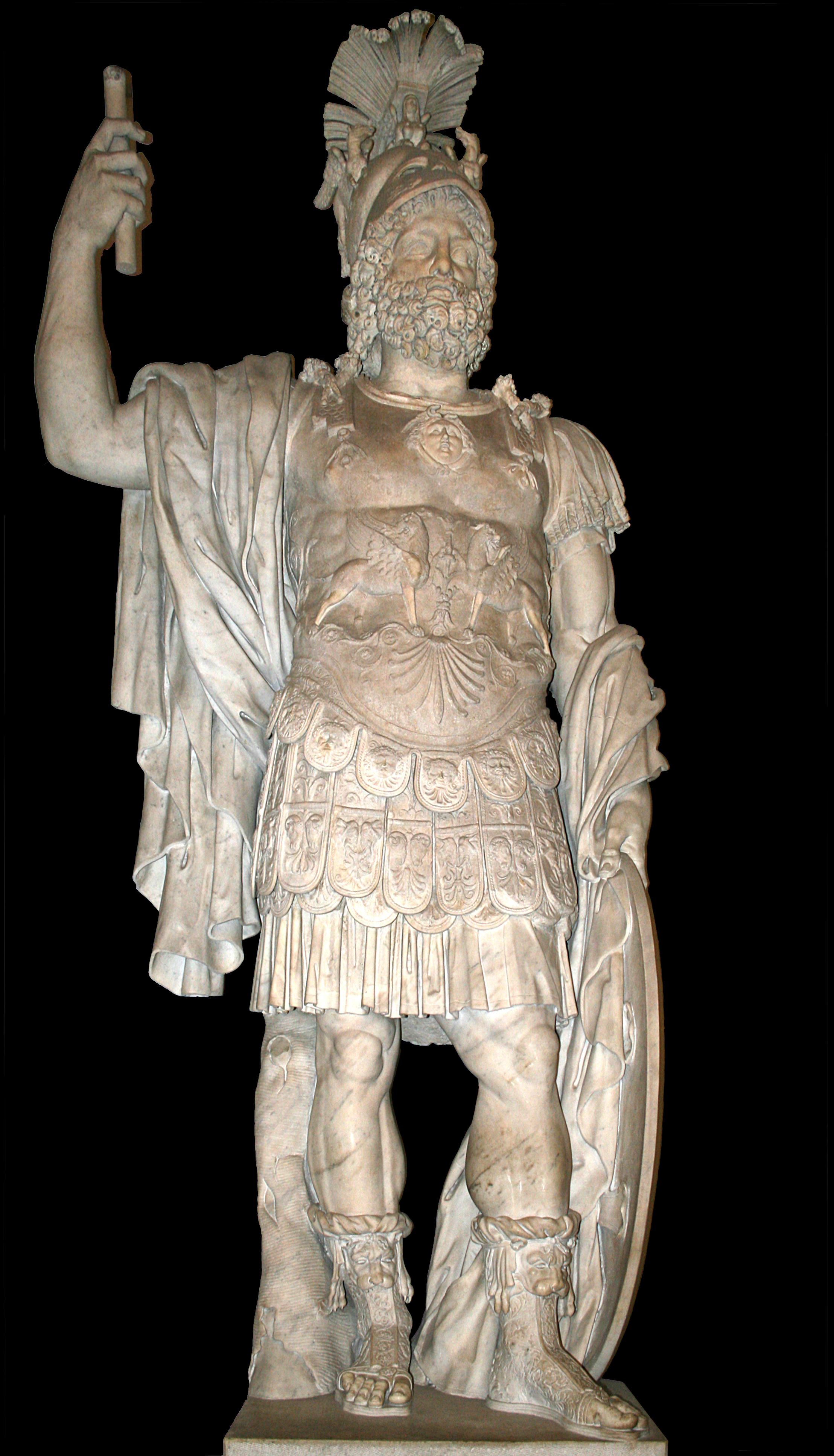
Estatua del dios romano de la guerra, Marte, hallada en el foro de Nerva de Roma y que se conserva en el Museo del Capitolio de esa ciudad. Numerosas religiones politeístas antiguas adoraban a un dios o diosa que representaba las virtudes bélicas: Ares, Netón, Badb, Huitzilopochtli, Sejmet etc.

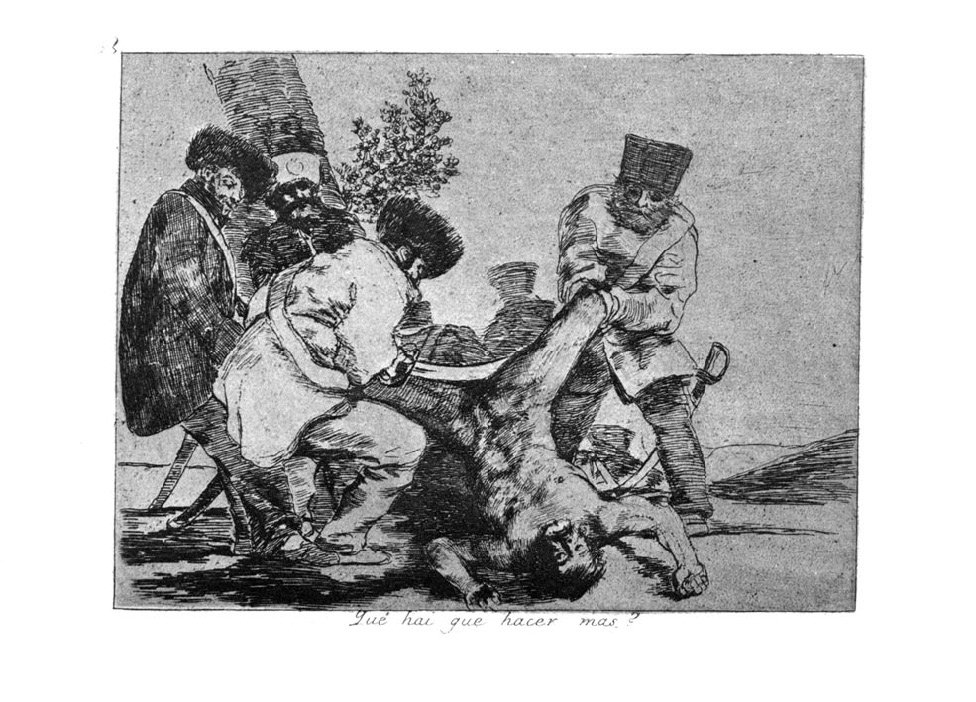
Los desastres de la guerra, n.º 33: «¿Qué hay que hacer más?». Francisco de Goya refleja en su obra gráfica la brutalidad y barbarie a que se llegó en la Guerra de la Independencia Española.

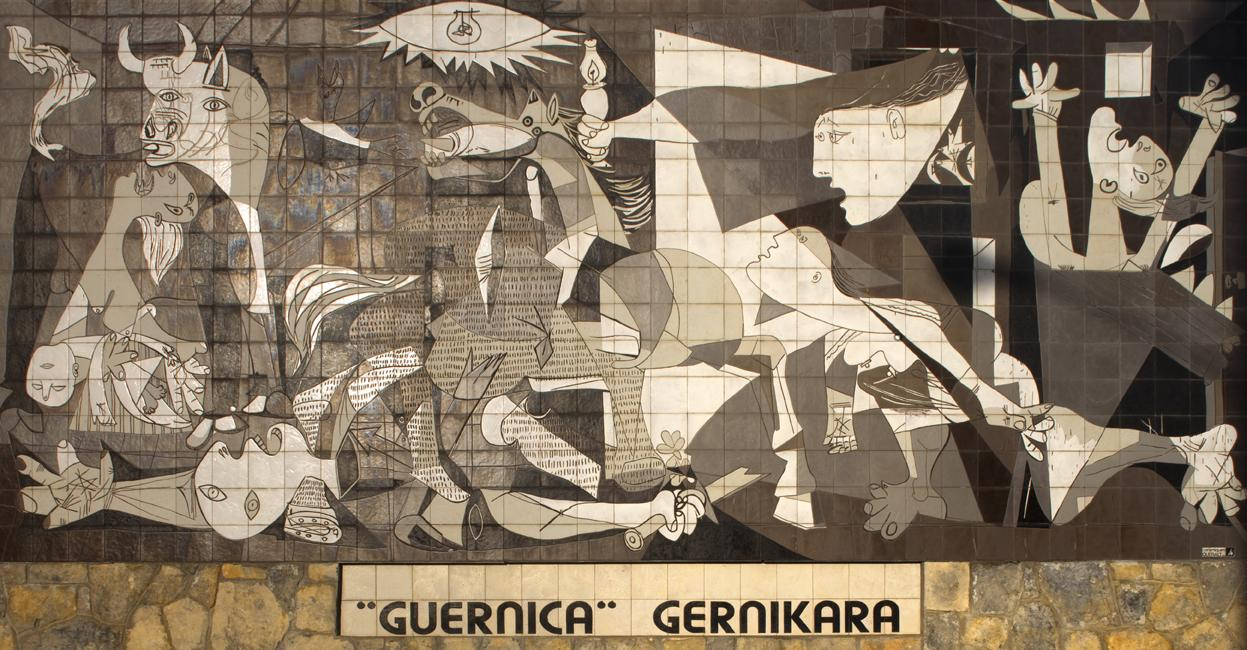
Reproducción del Guernica, famoso cuadro que Pablo Picasso pintó para reflejar el bombardeo de la ciudad homónima con bombas incendiarias de fósforo durante la guerra civil española con el fin de condenar toda forma de guerra.

La guerra o conflicto bélico, estrictamente hablando, es aquella lucha sociopolítico en el que dos o más grupos humanos relativamente masivos —principalmente tribus, sociedades o naciones— se enfrentan de manera violenta, generalmente mediante el uso de armas de toda índole, a menudo con resultado de muerte —individual o colectiva— y daños materiales de una entidad considerable.
La guerra es la forma de conflicto sociopolítico más grave entre dos o más grupos humanos. Se da tanto en sociedades tribales como en civilizadas, pero es más grave entre estas últimas ya que son más complejas, masificadas y tecnificadas. Es quizás la más antigua de las relaciones internacionales y ya en el comienzo de las civilizaciones se constata el enfrentamiento organizado de grupos humanos armados con el propósito de controlar recursos naturales o humanos (conflictos entre cazadores nómadas y recolectores sedentarios que sí desarrollaron el concepto de propiedad), exigir un desarme o imponer algún tipo de tributo, ideología, nacionalidad o religión, sometiendo, despojando y, en su caso, destruyendo al enemigo. Es más, este tipo de conducta gregaria es extensible a la mayor parte de los homínidos y se encuentra estrechamente relacionado con el concepto etológico de territorialidad.
Las guerras tienen como origen múltiples causas, entre las que suelen estar el mantenimiento o el cambio de relaciones de poder, dirimir disputas económicas, ideológicas, territoriales (por cuestiones históricas y estratégicas), religiosas, etc. (muchas veces una combinación de causas). 
En ciencia política y relaciones internacionales, la guerra es un instrumento político, al servicio de un Estado u otra organización con fines eminentemente políticos, ya que en caso contrario constituiría una forma más desorganizada aunque igualmente violenta: el bandolerismo por tierra o la piratería por mar. En las sociedades primitivas tribales su origen aparece más claro; deriva de dos elementos: la presión demográfica y la escasez de recursos.[cita requerida]
Según Richard Holmes, la guerra es una experiencia universal que comparten todos los países y todas las culturas. Según Sun Tzu, «La guerra es el mayor conflicto de Estado, la base de la vida y la muerte, el Tao de la supervivencia y la extinción. Por lo tanto, es imperativo estudiarla profundamente». Por demás, la forma más astuta de ejercerla sería soslayarla de manera que no hubiera necesidad de llegar a ella. Según Carl von Clausewitz, la guerra es «la continuación de la política por otros medios».
Las reglas de la guerra, y la existencia misma de reglas, han variado mucho a lo largo de la historia. El concepto de quiénes son los combatientes también varía con el grado de organización de las sociedades enfrentadas. Las dos posibilidades más frecuentes son civiles sacados de la población general, generalmente varones jóvenes, en caso de conflicto, o soldados profesionales formando ejércitos permanentes. También puede haber voluntarios y mercenarios. Las combinaciones de varios o de todos estos tipos de militares son asimismo frecuentes. 
Las formas de hacer una guerra dependen de los propósitos de los combatientes. Por ejemplo, en las guerras romanas, cuyo objetivo era expandir el imperio, el objetivo militar principal era, una vez sometido, incorporar al pueblo ajeno al imperio y a las leyes y costumbres de Roma. En la actualidad, a veces se hace distinción entre conflictos armados y guerras. De acuerdo con este punto de vista, un conflicto solo sería una guerra si los beligerantes han hecho una declaración formal de la misma. En una concepción de la doctrina militar de Estados Unidos no se hace distinción alguna, refiriéndose a los conflictos armados como guerras de cuarta generación.

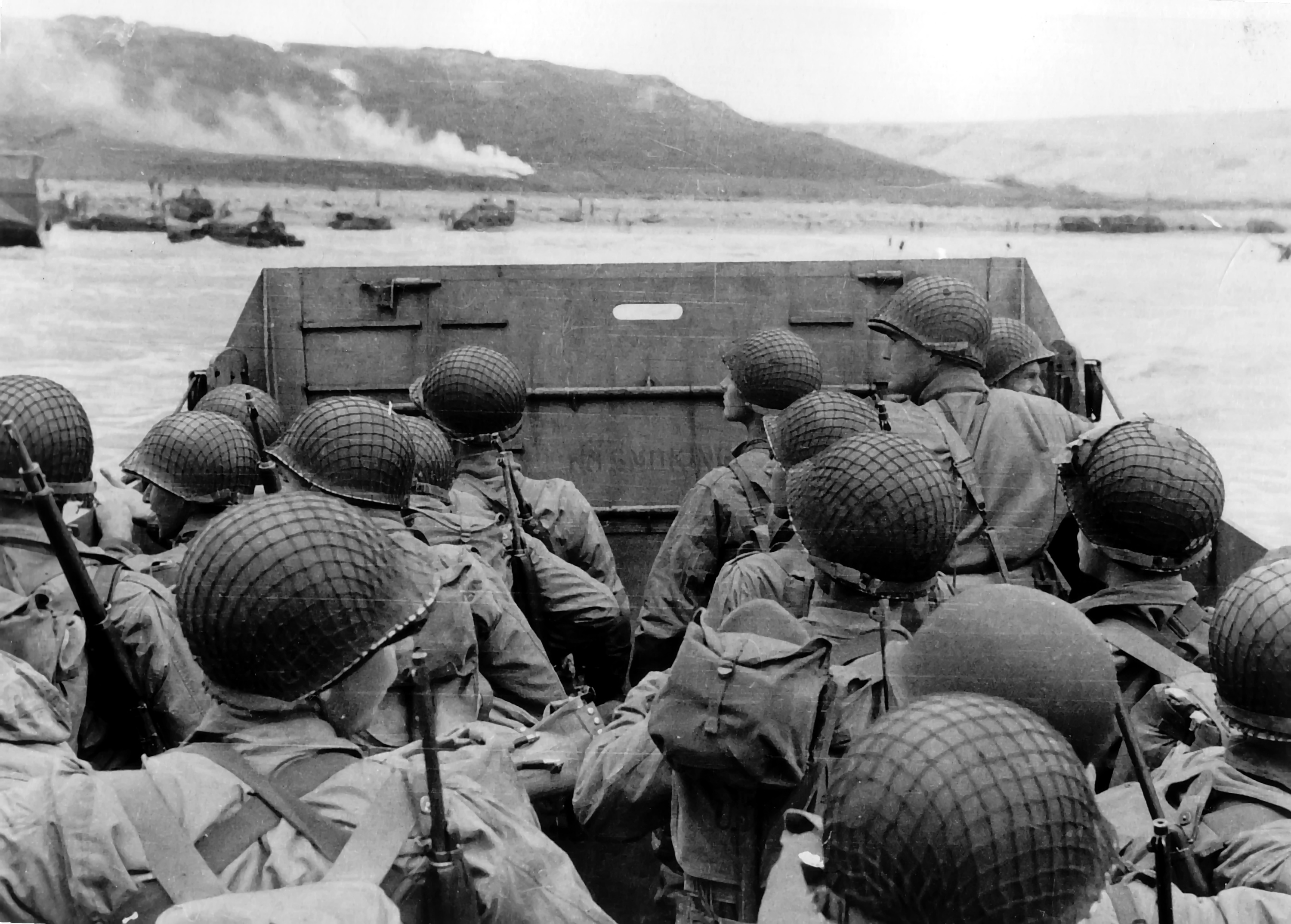
Batalla de Normandía.

Entre el final de la Segunda Guerra Mundial y 2010 hubo 246 enfrentamientos armados en 151 lugares del mundo.

## Definiciones y conceptos

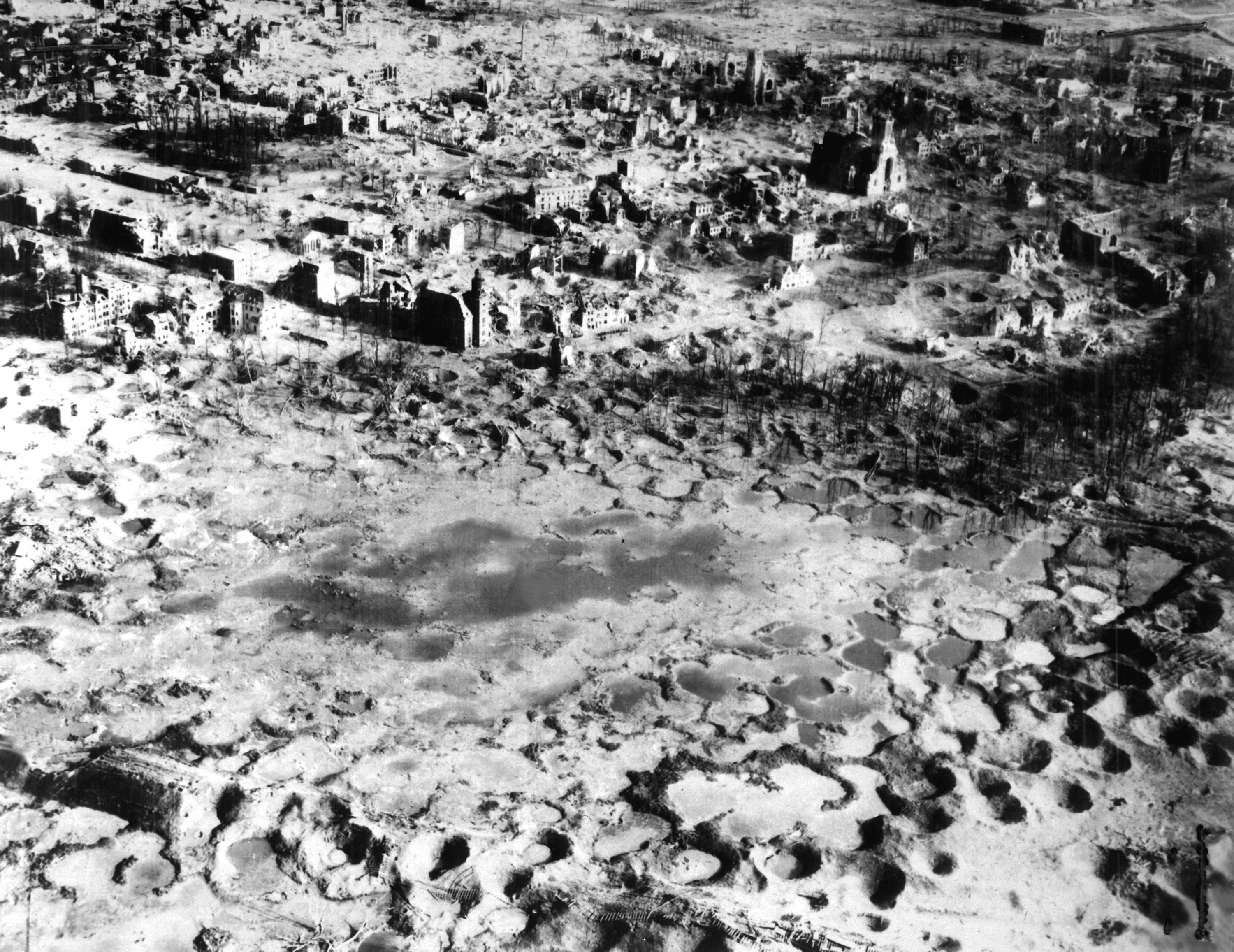
La ciudad de Wesel en la cuenca del Ruhr, destruida por los bombarderos aliados.

Platón no habla de guerreros, sino de «guardianes» de la polis, y distingue además entre la discordia (que se da entre los griegos) y la guerra (que se da entre griegos y bárbaros). Aristóteles afirmó que la guerra solo sería un medio en vista de la paz, como lo es el trabajo en vista del ocio y la acción en vista del pensamiento, pues considera que la guerra es tan natural en la sociedad humana como la paz, ya que también es legítima la esclavitud en la naturaleza para mantener la jerarquía de lo mejor sobre lo peor, el orden social:
El ejercicio de la guerra no debe perseguirse con el fin de esclavizar a los que no lo merecen, sino, en primer lugar, para no ser esclavizados por otros; en segundo lugar, para procurar la hegemonía por el bien de los gobernados, no por deseo de dominar a todos; y en tercer lugar, para enseñorearse de los que merecen la esclavitud.
La guerra, afirma el marqués de Olivart, es el litigio entre las naciones que defienden sus derechos, en el cual es el juez la fuerza y sirve de sentencia la victoria. Hugo Grocio la definió como status per vincertatium qua tales sunt. Por su parte, Alberico Gentilis afirmó que Bellum est armorum publicorum ensta contentio. Funk - Bretano y Alberto Sorel escribieron: "La guerra es un acto político por el cual varios Estados, no pudiendo conciliar lo que creen son sus deberes, sus derechos o sus intereses, recurren a la fuerza armada para que esta decida cuál de entre ellos, siendo más fuerte, podrá en razón de la fuerza, imponer su voluntad a los demás.".
Joseph de Maistre (1821) dijo, en sus Soirees de Saint Petesburg: «La guerra es divina en la gloria misteriosa que le rodea y en el atractivo no menos explicable que nos lleva hacia ella. La guerra es divina por la manera como se produce independientemente de la voluntad de los que luchan. La guerra es divina en sus resultados que escapan absolutamente a la razón».
G.W.F Hegel escribió: «La guerra es bella, buena, santa y fecunda; crea la moralidad de los pueblos y es indispensable para el mantenimiento de su salud moral. Es en la guerra donde el Estado se acerca más a su ideal porque es entonces cuando la vida y los bienes de los ciudadanos están más estrechamente subordinados a la conservación de la entidad común».
El instituto de investigación de la paz internacional de Suecia, define la guerra como todo aquel conflicto armado que cumple dos requisitos: enfrentar al menos una fuerza militar, ya sea contra otro u otros ejércitos o contra una fuerza insurgente y haber muerto diez mil o más personas.
Johan Huizinga establece que la guerra obtiene un carácter lúdico cuando se cumple con la condición agonal; el elemento agonal empieza a actuar en el momento en el que los adversarios se consideran enemigos que luchan por una cosa a la que pretenden tener derecho.
Los fines del derecho son la paz y la justicia, vocablos polisémicos; la paz incluye la seguridad; por eso la guerra supone la suspensión del derecho. El jurista Rudolf von Ihering en su Der Kampf ums Recht o La lucha por el Derecho (1872) sostuvo que la fuerza es la base del derecho y que el derecho sin la fuerza es una utopía. Pero el derecho es la lucha contra la injusticia:
Todo derecho en el mundo debió ser adquirido por la lucha; esos principios de derecho que están hoy en vigor ha sido indispensable imponerlos por la lucha a los que no lo aceptaban, por lo que todo derecho, tanto el derecho de un pueblo, como el de un individuo, supone que están el individuo y el pueblo dispuestos a defenderlo. El derecho no es una idea lógica, sino una idea fuerza; he ahí porque la justicia, que sostiene en una mano la balanza donde pesa el derecho, sostiene en la otra la espada que sirve para hacerle efectivo. La espada, sin la balanza, es la fuerza bruta, y la balanza sin la espada, es el derecho en su impotencia; se completan recíprocamente: y el derecho no reina verdaderamente, más que en el caso en que la fuerza desplegada por la justicia para sostener la espada, iguale a la habilidad que emplea en manejar la balanza.

## Causas de la guerra

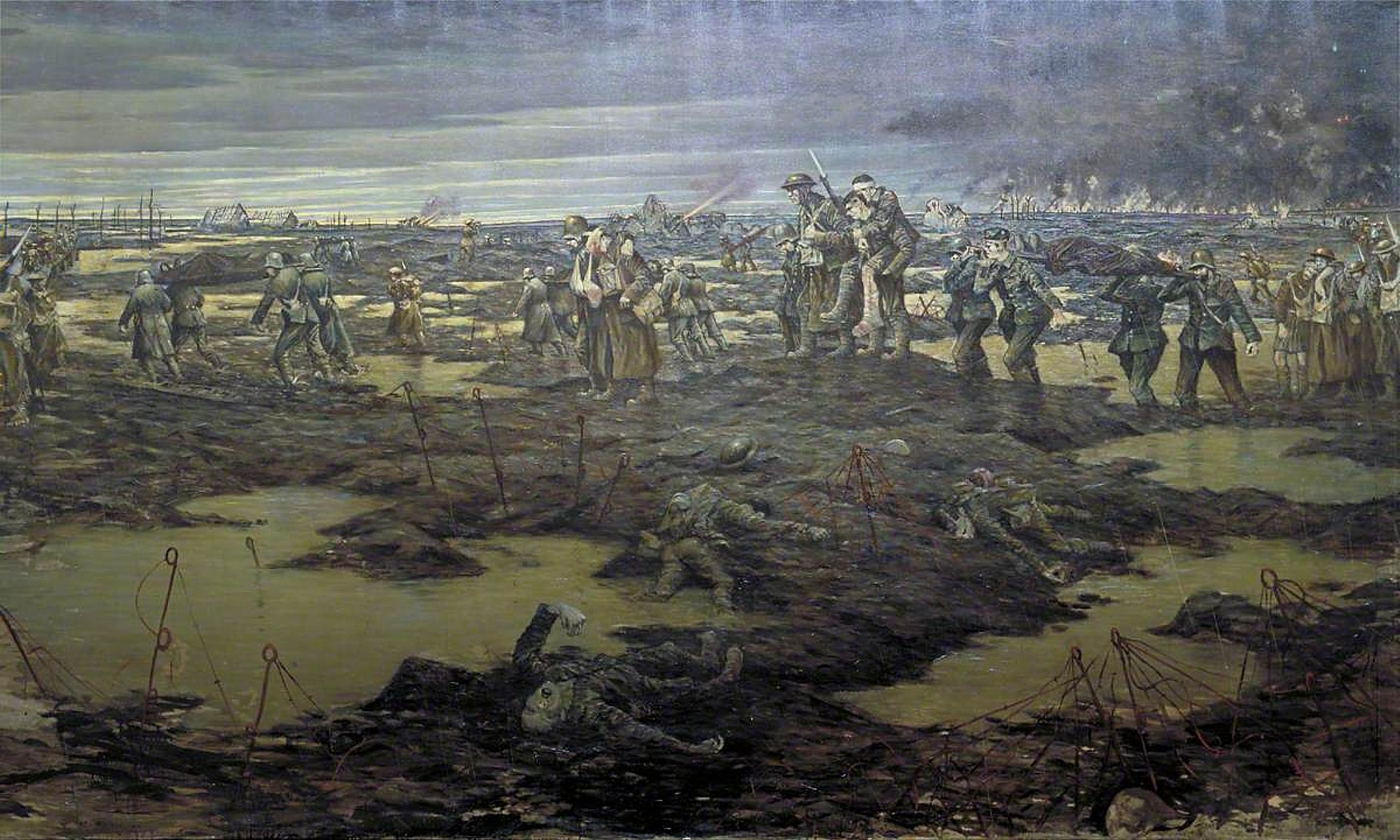
La cosecha de la batalla (1918), óleo de Christopher Nevinson sobre la I Guerra Mundial

Buscar una o varias causas a las guerras ha sido una constante para muchos historiadores y políticos con el fin de evitar posibles conflictos futuros o encontrar culpables. Pero el jurista Papiniano afirmaba que "es más fácil cometer un crimen que justificarlo" y el senador Hiram Johnson escribió ya en 1917 que «la primera víctima cuando llega la guerra es la verdad». Autores como Brian Hayes señalan, sin embargo, que hay consenso en tener como ciertas algunas causas.

### Causas tradicionales
Una de las causas de la guerra es que dos naciones tengan diferencias profundas en diversos temas, que solo pueden resolverse con la vía armada. El historiador griego Tucídides afirma en su "Diálogo de los melios", incluido en su Historia de la guerra del Peloponeso que "no es vergonzoso someterse a un enemigo más fuerte, especialmente uno que está ofreciendo términos razonables... La justicia solo se tiene en cuenta en el razonamiento de los hombres si las fuerzas son iguales en ambos lados; en el caso contrario, los fuertes ejercen su poder y los débiles deben ceder ante ellos", pero de hecho muchos inferiores no se someten a la razón sino a la guerra. Desde el punto de vista sociofilosófico, se han avanzado muchas teorías sobre el origen y causa de la guerra. La primera, más contundente, resumida, filosófica, racional (en cuanto a explicar el origen de un fenómeno) es la que propone Platón en La República (tras afirmar que una ciudad es feliz si se ocupa de disponer de lo necesario y nada más):

Si queremos tener bastantes pastos y tierras de labor, ¿tendremos necesidad de usurpar algo a nuestros vecinos y nuestros vecinos harán otro tanto con nosotros si, traspasando los límites de lo necesario, se entregan como nosotros al deseo insaciable de enriquecerse? [...] ¿Haremos, pues, la guerra en pos de esto? [...] Hemos descubierto nosotros el origen de este azote, que cuando descarga, acarrea funestos males a los estados y a los particulares.
Sócrates

Además, parece posible tratar de clasificar, muy en general, las teorías en dos grandes divisiones: la que ve la guerra como producto racional de ciertas condiciones, primariamente condiciones políticas (Carl von Clausewitz argumentó que la guerra es la continuación de la política por otros medios) y otra "irracionalista", que ve la guerra como producto de una tendencia, últimamente irracional, de los seres humanos.
Las teorías irracionalistas pueden aproximarse desde dos puntos de vista:

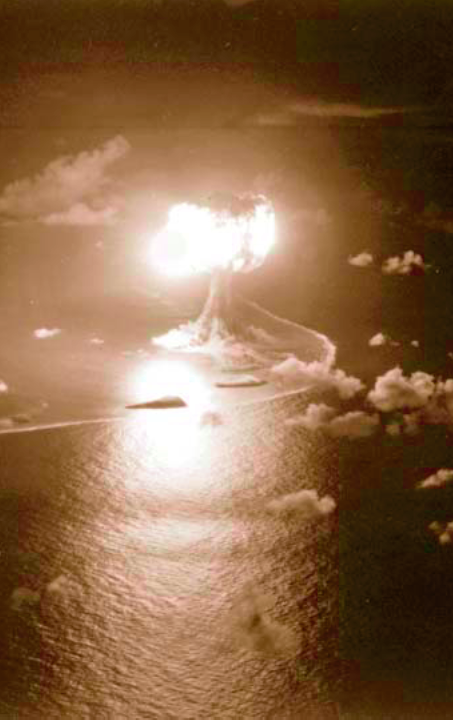
A raíz de la aparición de las armas nucleares se cambió el concepto de guerra: por primera vez se podía dar por resultado la aniquilación total de los dos bandos.

1. Aquellas que ven el origen de la guerra en causas no atribuible a fundamento racional, por ejemplo, sentimientos religiosos o emociones. El extremo lógico de esta visión —que el hombre es un animal inherentemente agresivo sujeto a tendencias tanto de competición como cooperación que se observan en animales sociales, situación que demanda la expresión ocasional de tales tendencias— se encuentra en algunas explicaciones ya sea biológicas, psicológicas o de la psicología social del origen de conflictos (ver, por ejemplo: Experimento de Robber's Cave).
2. La visión alternativa dentro de esta posición ve la guerra como originándose, en algunos casos, debido a equivocaciones o percepciones erróneas. Así, por ejemplo, Lindley y Schildkraut argumentan, a partir de un análisis estadístico, que la cantidad de guerras que se podría aducir tuvieron un origen racional ha disminuido dramáticamente en tiempos recientes (Lindley y Schildkraut ofrecen como ejemplos de tales equivocaciones la guerra de las Malvinas aunque se dice que la causa fue en verdad subir la popularidad de Margaret Thatcher de Inglaterra declarando ella la guerra ya que Argentina no había matado a nadie y ellos hundieron al Belgrano que estaba yendo al continente matando a la mitad de todos los argentinos que murieron, y la guerra de Irak) que otros aluden al deseo de petróleo, riquezas y dominio a la causa.
La visión alternativa, de la guerra como actividad racional, se basa en dos percepciones. La original de von Clausewitz acerca de la guerra constituyendo la persecución de (objetivos de) la política por otros medios, y una percepción posterior (implícita en von Clausewitz) que indica que se recurriría a la guerra cuando se estima que las ganancias superan a las pérdidas potenciales (es decir, a través de un análisis de costo-beneficio). A su vez, se pueden distinguir dos posiciones:
1. La teoría de la primacía de las políticas domésticas: se encuentra, por ejemplo, en las obras de Eckart Kehr y Hans-Ulrich Wehler (op. cit). Para esta posición, la guerra es el producto de condiciones domésticas. Así, por ejemplo, la Primera Guerra Mundial no fue producto de disputas internacionales, tratados secretos o consideraciones estratégicas, sino el resultado de condiciones sociopolíticas, incluyendo económicas, que, a pesar de ser comunes a varias sociedades, hacían sentir tensiones a cada una de ellas en forma interna, tensiones que solo se pudieron resolver a través de la guerra.
2. La teoría de la primacía de la política internacional, que se encuentra, por ejemplo, en la concepción de Leopold von Ranke, de acuerdo a quien son las decisiones de estadistas motivados por consideraciones geopolíticas las que conducen a la guerra.
Pedro Luis Lorenzo Cadarso sintetiza en tres grupos de teorías el origen de las guerras:
1. Teoría psicogenética, que considera que la guerra es una forma de canalizar la agresividad humana, que existe bien por razones genéticas —instintivas, por tanto—, bien por determinada configuración psicológica de nuestro carácter. El evolucionista Richard Dawkins la vincula a lo que llama el gen egoísta.[31] Freud[32] y el psicoanálisis la vinculan con el complejo de Edipo, generador de la frustración-competencia que se halla en los orígenes de la agresividad y la competitividad. Anthony Storr considera que la agresividad humana puede ser controlada y encauzada, pero no suprimida y la especie humana es la más despiadada dentro del reino animal.[33]
2. Teoría socioeconómica o infraestructural, que vincula el recurso a la guerra a la existencia de desequilibrios entre población y recursos o bien a la competencia entre grupos por la posesión o ampliación de los recursos disponibles. Un exponente de estas teorías es el antropólogo Robert Ardrey.[34]
3. Teoría política. Los partidarios de esta teoría tienden a analizar la guerra sin apriorismos morales ni de otro tipo: la guerra existe porque en un hipotético balance de costes y beneficios resulta rentable políticamente. Es la teoría de Clausewitz; no es sino una estrategia más en el eterno enfrentamiento por el reparto del mundo entre las naciones y el reparto del poder y la riqueza entre los grupos sociales. Paradójicamente, la guerra es útil socialmente porque saber que puede estallar obliga a los hombres a ser más tolerantes y recurrir a la negociación y a la política para evitarla.[35]

### Decepción estadística
Este deseo de conocer las causas para poder predecir cuando estallará el próximo conflicto ha sido abordado en varias ocasiones. Uno de los investigadores del fenómeno bélico fue Lewis Fry Richardson. Este autor investigó todos los conflictos desde el siglo XIX hasta la década de los 1950; considerando conflicto aquel enfrentamiento donde han muerto personas por causa intencionada de otra persona; de este modo juntaba los conflictos bélicos con las muertes por asesinato y homicidio, la mezcla fue intencionada por sus experiencias en la Segunda Guerra Mundial por las cuales pudo comprobar el efecto de muchas de las órdenes que vio dar y la suerte corrida por muchos soldados, enviados a la muerte a causa de esas órdenes.
Richardson tuvo la idea de catalogar las guerras según el número de muertos de una forma similar a cómo se catalogan los terremotos: según su intensidad. Así, una guerra de magnitud 6 sería en la que morirían de 1 000 000 a 1 999 999 personas; pero por todas las dificultades que halló para saber el número de muertos en una contienda (llegó a decir que resultaba más fácil saber el número de estrellas de una galaxia o de neutrinos en el universo) Richardson aplicó un índice de error de 0,5 (más menos); con este índice de error una guerra de magnitud 3 sería aquella en la que perecieron entre 316 228 y 3 162 278.
Aunque Richardson no fue el primero en recopilar conflictos bélicos su trabajo es uno de los más exhaustivos, pues comenzó en 1940 y siguió hasta el año de su muerte en 1953. Según sus estudios entre 1820 y 1950 hubo 315 conflictos de magnitud 2,5 o superior (al menos 300 muertos).
Pese a reconocer que resulta muy difícil saber cuando comienza un conflicto y cuando termina, si es uno o varios al tiempo o el ya citado número de muertos; los resultados fueron decepcionantes en cierto modo:

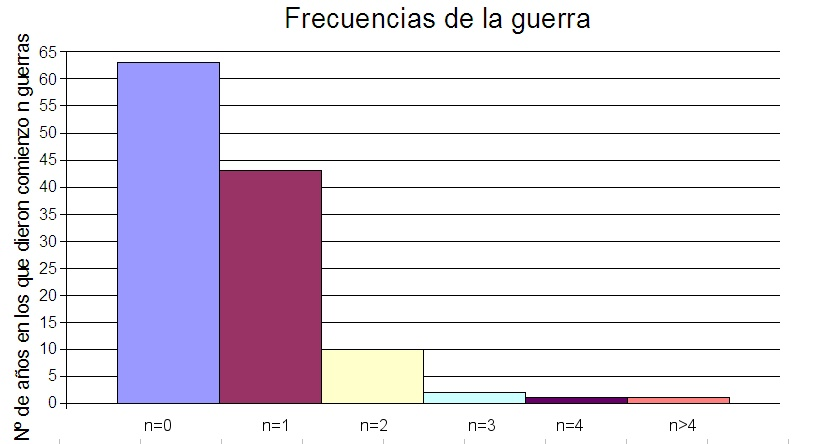
La frecuencia con la que estallan las guerras es muy similar a la de cualquier suceso aleatorio, lo que parece indicar que las guerras son imprevisibles.

La frecuencia con la que estallan las confrontaciones sigue la distribución de Poisson, lo que parece indicar que las guerras son un suceso aleatorio. Así pues el autor concluyó que la principal causa de la guerra es la casualidad.
En segundo lugar, colocó los conflictos cronológicamente y según su magnitud, para saber si algún tipo de conflicto se repetía o si un tipo de guerra iba en aumento o en detrimento respecto a las demás. Los resultados tampoco fueron concluyentes, volviendo a mostrar una distribución muy similar al suceso aleatorio. 
De esta forma la conclusión es que de las guerras no se aprende a evitarlas y que la probabilidad de que estalle un nuevo conflicto es la misma para cualquier día, no importa si antes ha sucedido otro ni el tamaño de este otro.
Profundizando en su trabajo realizó un estudio de países vecinos que entraban en guerra. Midiendo las fronteras llegó a la conclusión de que un país linda con otras 6 naciones por término medio; por lo que la probabilidad de que una nación entrara en guerra con un vecino era casi del 10 %, si fuera un proceso aleatorio; sin embargo la estadística indicaba que la probabilidad era del 87,33 % (de 94 guerras estudiadas solo 12 no tenían frontera común). Por lo tanto, según el matemático, otra causa de la guerra es la vecindad.
Richardson también relacionó las guerras con otros factores comúnmente indicados por los historiadores, como crisis económica o religión, llegando a otras tantas decepcionantes conclusiones:
- La carrera de armamento no tiene porqué desembocar en un conflicto armado: de 315 conflictos solo en 13 había una carrera de armamento preparatoria.[36]
- Un idioma común no evita las guerras.
- Una crisis económica no tiene por qué desembocar en guerras civiles, ni tampoco entre estados.
- Solo pueblos de distintas religiones tienen más probabilidad de entablar guerras entre ellos. Así mismo, parece que los pueblos cristianos muestran más belicosidad que los de otros credos, al haber intervenido en una proporción mucho mayor de conflictos que el resto.

No obstante Richardson concluyó que ni siquiera la religión es una causa de gran importancia.
El siguiente en investigar en este ámbito es H. van Velzen y W. Wetering, quienes, en un análisis comparativo sobre residencia y conflicto, llegaban a la conclusión de que los grupos fraternos locales y la patrilinealidad constituyen las variables más significativas en relación con la frecuencia de la guerra. Algunos años más tarde, esta idea sería retomada por K. Otterbein, quien, en una nueva investigación transcultural, señalaría otra variable importante: la poliginia.
En síntesis, Otterbein sostiene que las sociedades patrilocales y poligínicas y con grupos locales fraternos recurren más fácilmente a la violencia que las no patrilocales y poligínicas y sin dichos grupos.
Es más, según este autor, las sociedades con mayor número de conflictos armados son aquellas que poseen comunidades políticas similares. Orrerbein denomina guerra interna al conflicto entre éstas, para distinguirlo del que se origina entre comunidades culturalmente distintas o guerra externa. Así, tomando como base su propia tabulación estadística resulta que, sobre una muestra de veintiocho sociedades patrilocales, un 71 % se caracteriza por guerra interna frecuente y un 19 % por guerra interna esporádica, mientras que en catorce sociedades no patrilocales, solo un 55 % presenta conflictos internos frecuentes.

## Concepto filosófico

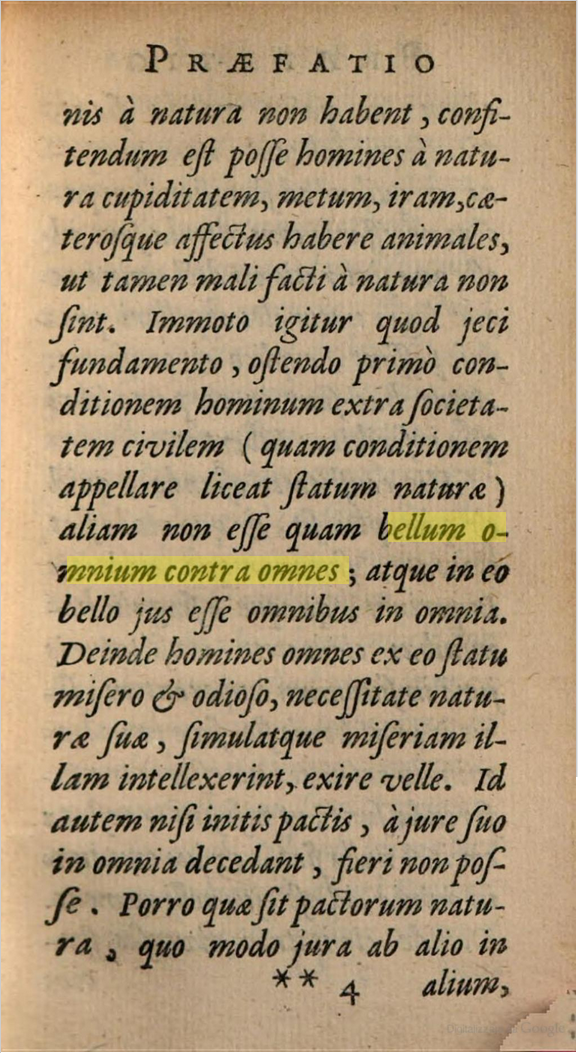
La Praefatio de Thomas Hobbes, De cive, donde la frase «Bellum omnium contra omnes / Guerra de todos contra todos» aparece por vez primera. Tomada de la edición revisada impresa en 1647 en Ámsterdam (apud L. Elzevirium).

Para Maquiavelo y Thomas Hobbes está en la naturaleza humana el deseo y la ambición, lo que induce a la inseguridad colectiva y a la guerra de todos contra todos, y, por tanto, esa inseguridad es el fundamento de la ley y del Estado, que debe cuando menos reducirla. Hobbes determina que las causas principales de la guerra entre los hombres son:
La primera es la competencia; en segundo lugar, la desconfianza; y en tercer lugar, la gloria. La primera hace que los hombres invadan el terreno de otros para adquirir ganancia; la segunda, para lograr seguridad; y la tercera, para adquirir reputación. La primera hace uso de la violencia, para que así los hombres se hagan dueños de otros hombres, de sus esposas, de sus hijos y de su ganado. La segunda usa la violencia con un fin defensivo. Y la tercera, para reparar pequeñas ofensas, como una palabra, una sonrisa, una opinión diferente, o cualquier otra señal de desprecio dirigido hacia la propia persona o, indirectamente, a los parientes, a los amigos, a la patria, a la profesión o al prestigio personal.
Se ha sugerido si, desde un punto de vista moral o filosófico, sería posible hablar de una guerra justa o lícita. Si ese es el caso, hay que distinguir:
- Si la guerra en general puede ser lícita.
- Si se cumplen o garantizan las condiciones requeridas.

A primera vista parece posible proponer que la guerra no es necesariamente ilícita. Existe el derecho natural de autodefensa o de legítima defensa contra el enemigo exterior cuando este ataca injustamente a un pueblo. Si se niega este derecho de legítima defensa, se robustece al agresor y se pone en peligro la paz de los pueblos. Sin embargo, se ha sugerido desde una perspectiva ética que, para que una guerra pueda tener una licitud ética, existen una serie de condicionantes adicionales:
- Que haya una injusticia real, verdadera y de gravedad.
- Inviabilidad de defenderse por vía pacífica.
- Perspectiva y esperanza de éxito final.
- Que se pueda evitar un perjuicio a terceros inocentes.

La defensa del bien público prevalece sobre cualquier derecho del agresor e incluso sobre los riesgos que puedan tener los propios agredidos. Pero se considera ilícita la matanza injusta.
Desde ese mismo punto de vista filosófico, se considera que el movimiento a favor de la paz se hace acreedor del más alto reconocimiento. Dicho movimiento es difusor de un espíritu de entendimiento y comprensión entre los pueblos. Su fin ético y moral es conseguir la paz y los acuerdos sin derramamiento de sangre.

## Tratadistas
El general chino Sun Tzu, en su célebre obra El arte de la guerra, afirmó que la guerra había que ganarla antes de declararla o de que existiera en sí misma. En este aspecto, el célebre general expondría en una sucinta frase su concepción sobre el carácter de la guerra: «La guerra, es el Tao del engaño»; así, pretendería establecer que el estratega virtuoso debía basar todas sus decisiones militares, buscando primeramente distraer la atención del enemigo en los elementos más sobresalientes de su posición, y de no tenerlos, inventarlos.
El pensamiento de Sun Tzu, dejaría una profunda impronta en el pensamiento militar moderno, no solo en reconocidos pensadores, sino también en eximios estrategas como Napoleón Bonaparte, quien en su renombrada victoria en la Batalla de Austerlitz, aplicara aquellos preceptos del engaño.
El concepto de guerra justa fue presentado sistemáticamente por Tomás de Aquino en Summa Theologiae.
Erasmo de Róterdam, el reconocido humanista renacentista, calificaba a la guerra con la frase Dulce bellum inexpertis est, cuya traducción al castellano es ‘La guerra es dulce para los inexpertos’.
El historiador árabe Ibn Jaldún descubrió por primera vez las causas materiales de la guerra.
Carl von Clausewitz, en su clásica obra De la guerra, pensaba que la guerra moderna es «La continuación de la política por otros medios» y que el fin de la misma era «desarmar al enemigo», no exterminarlo; de aquí nació el concepto de desarme mutuo, que imposibilita toda guerra y da paso a la política. La guerra sería pues un «acto político» y esta manifestación ponía en juego lo que él consideraba el único elemento racional de la guerra.

## Guerras e historia
Según la Enciclopedia mundial de las relaciones internacionales y Naciones Unidas, en los últimos 5500 años se han producido 14513 guerras que han costado 1240 millones de vidas y no han dejado sino 292 años de paz. Y únicamente entre 1960 y 1982, dicha enciclopedia calcula 65 conflictos armados (solo los que hayan producido al menos mil muertos) en 49 países, con un total de 11 millones de víctimas.

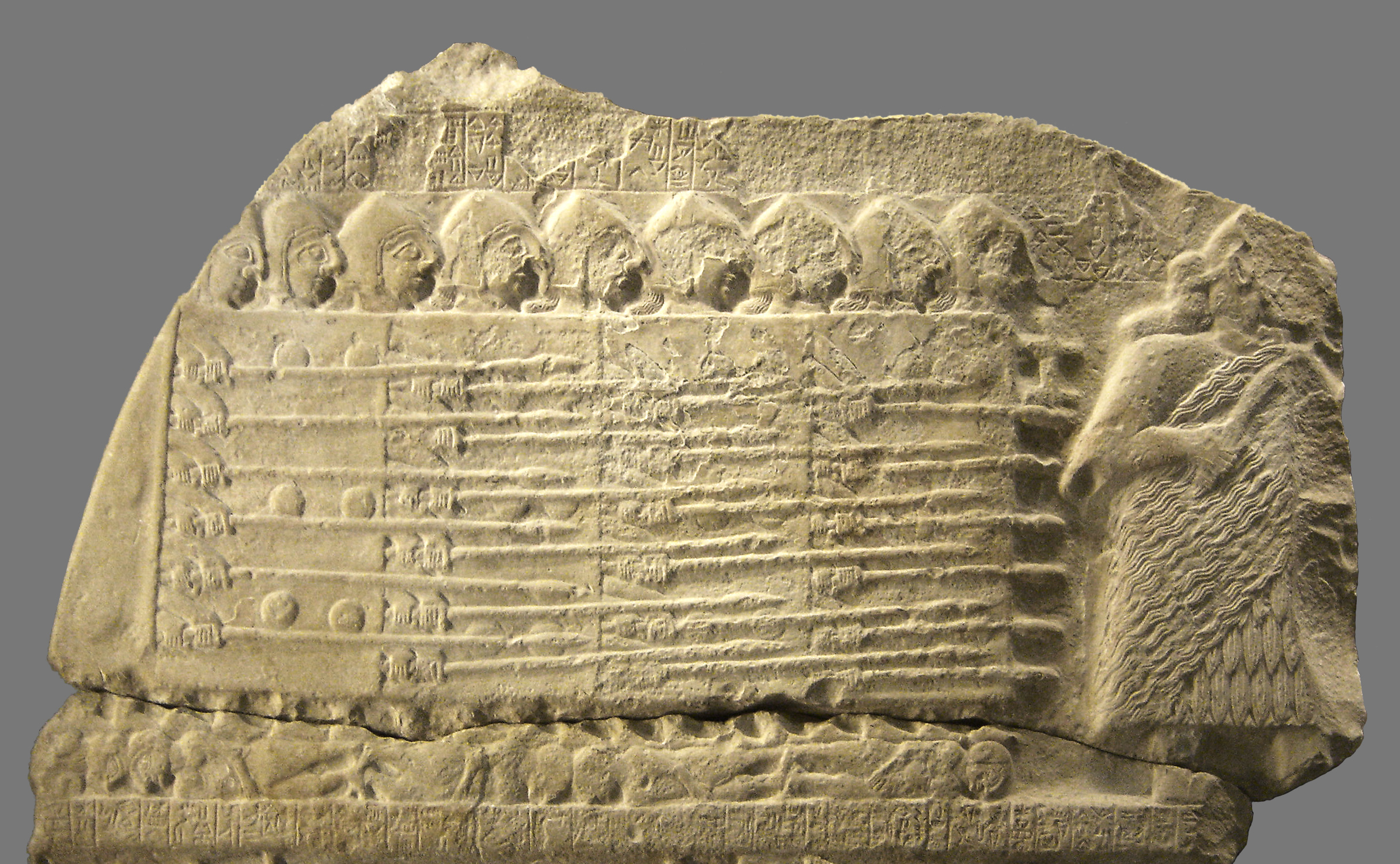
Estela de los Buitres, que relata la victoria de Eannatum de Lagash sobre Umma, hacia 2450 a. C.

El primer conflicto bélico del que se tiene constancia es el que enfrentó a las ciudades-estado sumerias de Lagash y Umma, hacia el año 2450 a. C. La disputa se produjo por unas tierras de regadío. El rey de Lagash, Eannatum, comandó el ejército, que resultó victorioso, y convirtió a Umma en un estado vasallo.

## Guerras contemporáneas
Los conflictos bélicos en la siguiente lista representan guerras por control de un estado, en las cuales un mínimo de 1000 personas habrían perdido sus vidas en 2011 o 2012. Las estadísticas son del Programa de Datos sobre Conflictos de Upsala en Suecia.
| Inicio | Guerra/conflicto                  | País                   | Muertos en 2010 | Muertos en 2011 | Muertos en 2012 |
| ------ | --------------------------------- | ---------------------- | --------------- | --------------- | --------------- |
| 2001   | Guerra de Afganistán              | Afganistán             | 6377            | 7418            | 7396            |
| 1991   | Guerra civil somalí               | Somalia                | 2076            | 1938            | 2620            |
| 2004   | Guerra en el noroeste de Pakistán | Pakistán               | 4858            | 2599            | 2705            |
| 2004   | Conflicto de Sa'dah               | Yemen y Arabia Saudita | 175             | 1140            | 2321            |
| 2011   | Conflicto de Sudán (2011)         | Sudán                  | 931             | 1248            | 1119            |
| 2011   | Guerra civil siria                | Siria                  | -               | 842             | 55 000          |

### Guerra moderna

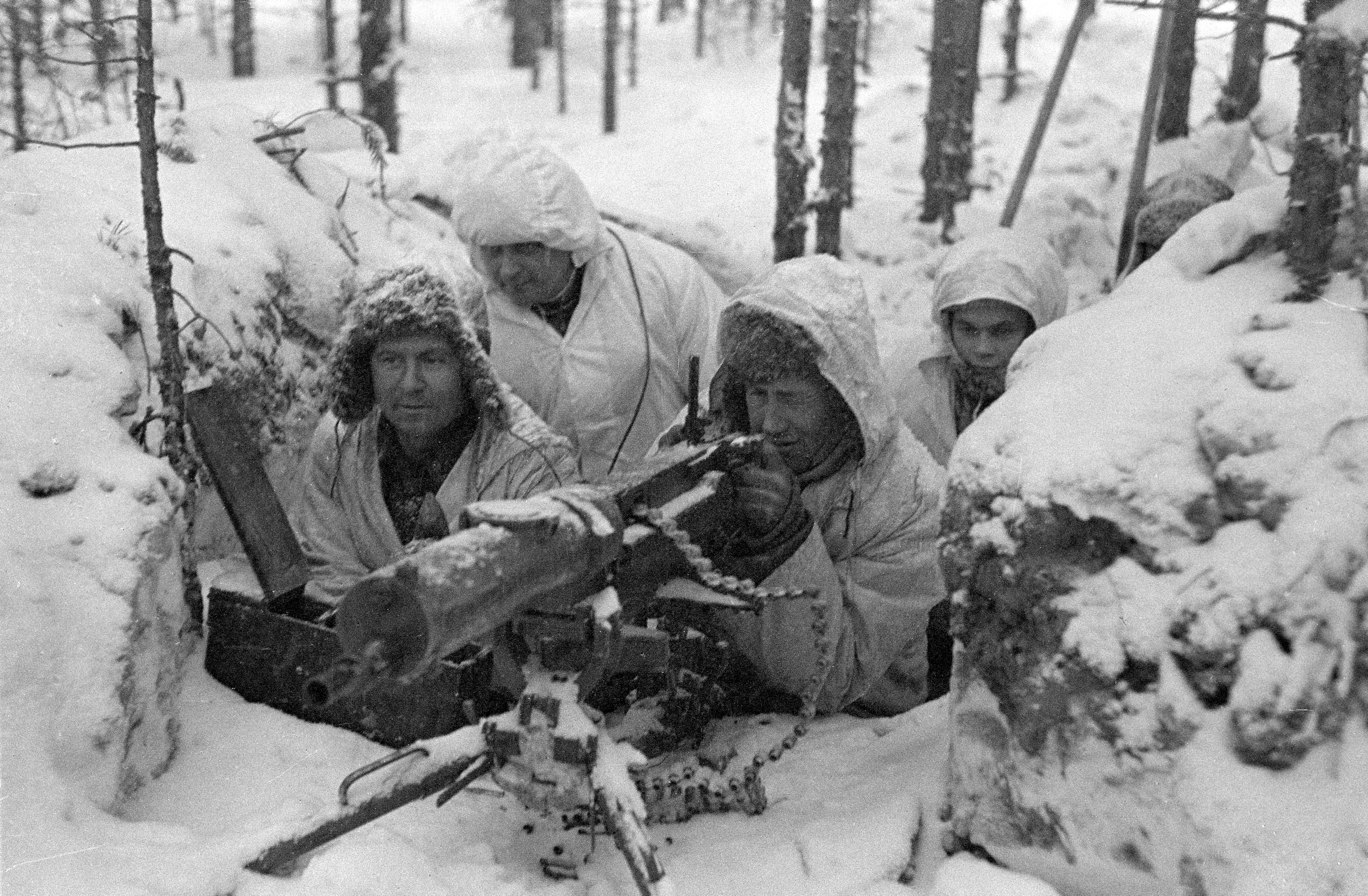
Equipo de ametralladora finlandesa durante la guerra de Invierno en 1939–1940, durante la Segunda Guerra Mundial.

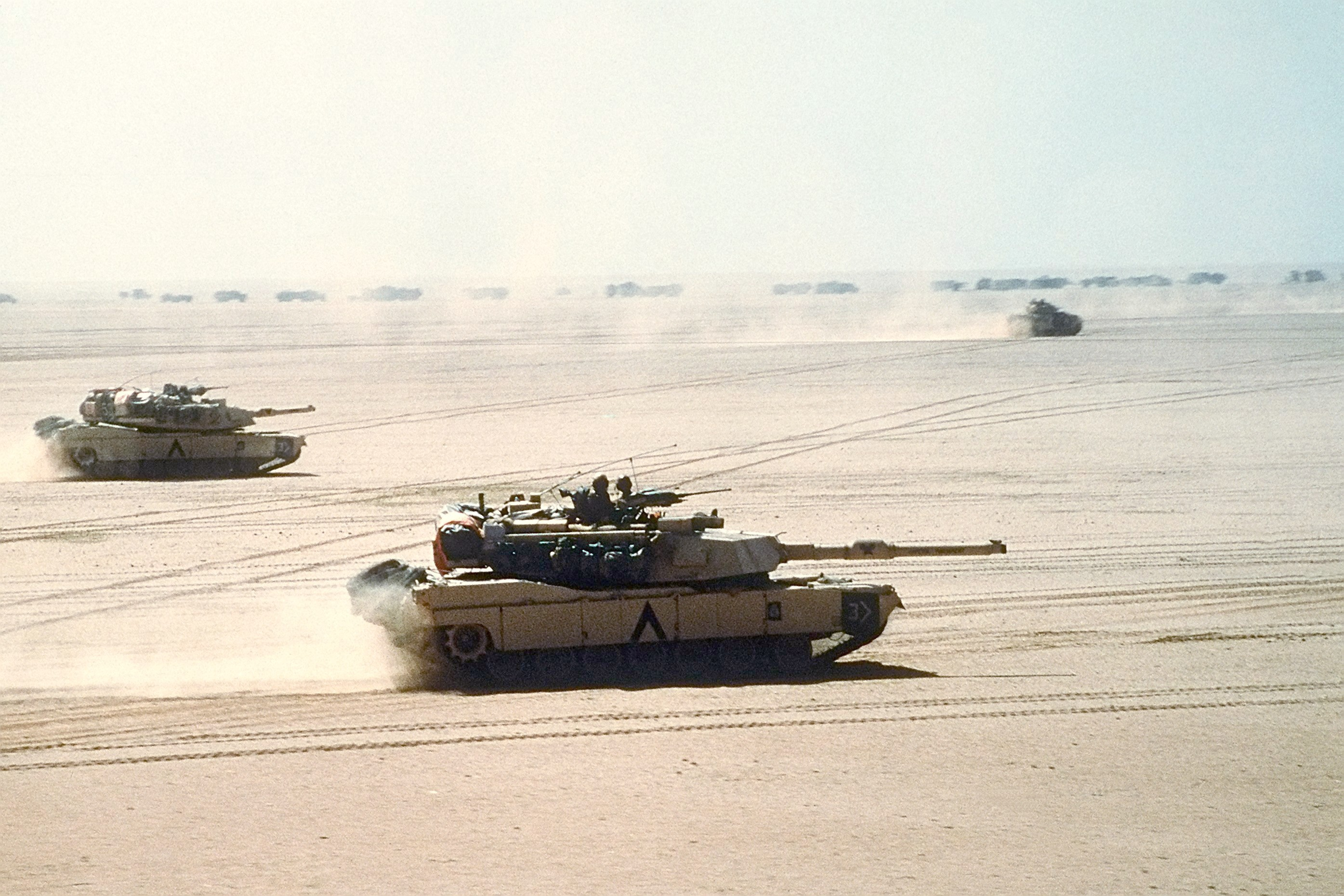
Tanques estadounidenses en formación durante la guerra del Golfo.

La guerra moderna , aunque está presente en cada período histórico de la historia militar, se utiliza generalmente para describir los conceptos, métodos y tecnologías que estaban en uso durante y después de la Segunda Guerra Mundial. Aunque la Primera Guerra Mundial fue una guerra moderna, ya que en ella se introdujeron masivamente elementos de guerra muy conocidos en el presente como los tanques, ametralladoras, granadas, cascos y aviones, etc.; por lo tanto marcó un antes y después en la historia de las guerras.
Con el advenimiento de las armas nucleares, el concepto de guerra total, tiene la posibilidad de la aniquilación global, y que los conflictos de este tipo desde la Segunda Guerra Mundial fueron, por definición, "de baja intensidad".
Las guerras modernas tienen como propósito el ganar control sobre el tejido social como una manera de destruir al enemigo, separando usualmente a los agresores de la verdad de sus propios actos. Esto, debido a que los asesinatos, masacres o los desplazamientos masivos eliminan a las víctimas y regalan a los vencedores una verdad indiscutible. La victoria encierra al vencedor en el olvido que libra del remordimiento, sentimientos imprescindible para encontrarse con la verdad.

#### Lista de guerras modernas
- 1904-1905: guerra ruso-japonesa
- 1912-1913: guerras de los Balcanes
- 1914-1918: Primera Guerra Mundial
- 1917-1923: guerra civil rusa
- 1919-1921: guerra polaco-soviética
- 1921-1927: guerra del Rif
- 1932-1933: guerra colombo-peruana
- 1932-1935: guerra del Chaco
- 1936-1939: guerra civil española
- 1939-1945: Segunda Guerra Mundial
- 1941-1942: guerra peruano-ecuatoriana
- 1946-1954: guerra de Indochina
- 1947-1991: Guerra Fría
- 1947-1998: conflicto entre India y Pakistán
- 1948-1949: guerra árabe-israelí de 1948
- 1950-1953: guerra de Corea
- 1954-1962: guerra de Independencia de Argelia
- 1955-1975: guerra de Vietnam
- 1960-1966: crisis del Congo
- 1960-1996: guerra civil de Guatemala
- 1960: conflicto armado interno en Colombia
- 1961: invasión de Bahía de Cochinos
- 1961-1974: guerra colonial portuguesa
- 1961-1990: Revolución Sandinista
- 1962: guerra sino-india
- 1962-1966: confrontación indonesio-malaya
- 1963: guerra de las Arenas
- 1965: guerra indo-pakistaní de 1965
- 1966-1990: guerra de la frontera de Sudáfrica
- 1967: guerra de los Seis Días
- 1967-1970: guerra de Desgaste
- 1968-1998: conflicto de Irlanda del Norte
- 1969: guerra del Fútbol
- 1971: guerra indo-pakistaní de 1971
- 1973: guerra de Yom Kipur
- 1974-1991: guerra civil etíope
- 1975-1979: Operativo Independencia
- 1975-2002: guerra civil angoleña
- 1977-1978: guerra de Ogaden
- 1978-1989: guerra de Afganistán
- 1980-1988: guerra entre Irán e Irak
- 1980-2000: época del terrorismo en Perú
- 1980-1992: guerra civil de El Salvador
- 1982: guerra del Líbano de 1982
- 1982: guerra de las Malvinas
- 1983: invasión de Granada
- 1985: guerra subsidiaria irano-israelí
- 1983-2009: guerra civil de Sri Lanka
- 1987-1993: primera Intifada
- 1988-1994: guerra del Alto Karabaj
- 1989-1990: invasión estadounidense a Panamá de 1989
- 1990-1991: guerra del Golfo
- 1991-1993: guerra civil georgiana
- 1991-2002: guerra civil argelina
- 1991-actualidad: guerra civil somalí
- 1991-1999: guerras Yugoslavas
- 1992-1993: guerra de Abjasia
- 1992-1995: guerra de Bosnia
- 1992-1997: guerra civil tayika
- 1994-1996: primera guerra chechena
- 1995: guerra del Cenepa
- 1996-1997: primera guerra del Congo
- 1998-1999: guerra de Kosovo
- 1998-2003: segunda guerra del Congo
- 1998: Operación Zorro del Desierto
- 1999: guerra de Kargil
- 1999-2009: segunda guerra chechena
- 2000-2005: intifada de Al-Aqsa
- 2001: guerra contra el terrorismo
- 2001-2021: guerra de Afganistán
- 2001: insurgencia islamista en Nigeria
- 2001: insurgencia narcoterrorista en el Perú
- 2003-2011: guerra de Irak
- 2004-2015: conflicto de Sa'dah
- 2004: guerra en el noroeste de Pakistán
- 2004: guerra de Kivu
- 2006: guerra del Líbano
- 2006: guerra contra el narcotráfico en México
- 2008: guerra de Osetia del Sur
- 2008: incursión turca en el norte de Irak
- 2008-2009: conflicto de la Franja de Gaza
- 2009-2017: insurgencia en el Cáucaso Norte
- 2011-2013: insurgencia iraquí posterior al retiro de las tropas estadounidenses
- 2011: guerra de Libia
- 2011-2014: violencia miliciana en Libia
- 2011-actualidad: guerra civil siria
- 2011-2023: insurgencia en el Sinaí
- 2012: guerra civil de la República Centroafricana
- 2012-2015: enfrentamientos en los Altos del Golán
- 2012: Operación Pilar Defensivo
- 2013-2014: intervención militar en Malí
- 2014: guerra contra Estado Islámico
- 2014-2022: guerra civil en el este de Ucrania
- 2014-2020: segunda guerra civil libia
- 2014: conflicto entre la Franja de Gaza e Israel
- 2014-2022: Operación Barkhane
- 2014-2017: guerra civil iraquí
- 2014: insurgencia de Boko Haram
- 2015: intervención militar en Yemen
- 2016: guerra de los Cuatro Días
- 2016: guerra contra el narcotráfico en Filipinas
- 2017: insurgencia islamista en el norte de Mozambique
- 2018: guerra contra el narcotráfico en Bangladesh
- 2020: segunda guerra del Alto Karabaj
- 2020-2022: Guerra de Tigray
- 2021: conflicto entre la Franja de Gaza e Israel
- 2021: insurgencia republicana en Afganistán
- 2022: guerra de Ucrania
- 2022: guerra contra las pandillas en El Salvador
- 2023: tercera guerra civil sudanesa
- 2023: enfrentamientos entre Azerbaiyán y Artsaj
- 2023: Guerra de Gaza
- 2023: guerra libanesa-israelí
- 2024: invasión israelí del Líbano de 2024
- 2024: invasión israelí de Siria

### Operaciones basadas en efectos
Operaciones basadas en efectos (en inglés aparece frecuentemente con las siglas EBO de Effects-Based Operations). Se trata de una forma de ver las operaciones militares que emplea recursos más allá de lo simplemente militar de tal forma que se maximice la eficiencia y se reduzca al mínimo el esfuerzo erróneo de perseguir objetivos colaterales, algunos autores lo definen como: "El resultado físico, funcional o psicológico, así como un evento o consecuencia que se obtiene de una acción específica que puede ser o no militar". Otros "como un proceso para obtener un resultado estratégico deseado o un efecto sobre el enemigo a través de la aplicación sinérgica y acumulada de un completo rango de capacidades tanto militares como no-militares a todos los niveles de un conflicto".
Las Operaciones Basadas en Efectos se emplean no solo en el momento puntual del periodo bélico sino que van más allá y tratan los momentos de paz, tensión, conflicto y posconflicto. La idea de operaciones con EBO se conciben en sistemas de planificación donde se tiene en cuenta todo el rango de efectos en cascada, tanto directos e indirectos. Algunas de las nuevas ideas de la doctrina militar actual provienen de conceptos de Operaciones basadas en Efectos, se puede decir que otras han sufrido un cierto refinamiento gracias a la introducción de este nuevo concepto. Uno de los conceptos refinados es el de efecto que puede entenderse de dos formas diferentes:
1. El estado físico o de comportamiento que resulta tras una acción dada.
2. Un cambio en la condición comportamiento o grado de libertad.

De la misma forma se ha revisado el concepto de enemigo comparado a veces como un sistema de sistemas y su estudio ha dado lugar a conceptos como el Análisis de sistemas de sistemas (en inglés: System-of-Systems Analysis - SoSA). El proceso SoSA incluye en sus inicios categorías muy simples como puede ser un sistema-azul (fuerzas amigas), rojo (fuerzas adversarias) y verdes (neutrales o no-alineadas). La necesidad de poner en funcionamiento Operaciones Basadas en Efectos hizo que esta clasificación se expandiera a nuevas dimensiones Políticas, Militar, Económicas, Social, Infraestructura, Informacional. Todas estas dimensiones se denominan en EBO con sus siglas PMESII.

### Guerra subsidiaria
La guerra subsidiaria es un tipo de guerra que se produce cuando dos o más potencias utilizan a terceros como sustitutos, en vez de enfrentarse directamente.
Aunque las superpotencias han utilizado a veces países enteros como subsidiarios, normalmente se prefiere utilizar a guerrillas, mercenarios, grupos terroristas, saboteadores o espías para golpear al oponente indirectamente. El objetivo es dañar, dislocar o debilitar a la otra potencia sin entrar en un conflicto abierto.
Con frecuencia, las guerras subsidiarias se libran en el contexto de conflictos violentos o soterrados a gran escala. 
Rara vez es posible librar una guerra subsidiaria pura, pues los bandos utilizados tienen sus propios intereses, algunos de los cuales divergen de los intereses de los patrones.
Entre las guerras que se considera que han tenido un componente de subsidiariedad importante se hallan la guerra civil española, la guerra civil griega, las guerras de Corea, Vietnam o Afganistán, la Guerra Civil del Líbano, la Guerra de Angola, la guerra indo-pakistaní, la guerra de Irak, guerra de Osetia del Sur, la guerra civil de El Salvador, actualmente la guerra en Siria y en general, los conflictos derivados de la Guerra Fría entre las que encontramos las guerras revolucionarias de América Latina impulsadas desde Cuba.

### Guerra de baja intensidad
La guerra de baja intensidad (GBI) es una confrontación político militar entre Estados o grupos, por debajo de la guerra convencional y por encima de la competencia pacífica entre naciones. La GBI involucra a menudo luchas prolongadas de principios e ideologías y se desarrolla a través de una combinación de medios políticos, económicos, de información y militares.
Este tipo de confrontación se ubica generalmente en el tercer mundo, pero contiene implicaciones de seguridad regional y global. Varios elementos militares y políticos se combinan para asegurar que la GBI sea la forma más común de confrontación que los ejércitos tendrán que enfrentar en el futuro inmediato. Entre ellas destacan los profundos problemas sociales, económicos y políticos de las naciones del tercer mundo que crean un terreno fértil para el desarrollo de la insurgencia y otros conflictos con un impacto adverso a los intereses de los gobiernos establecidos o las potencias extranjeras.
Existen cinco imperativos para llevar a cabo las operaciones de GBI:
- Dominio político
- Unidad de acción
- Adaptabilidad
- Legitimidad
- Perseverancia

### Guerra híbrida
Guerra híbrida es una teoría de la estrategia militar en el que se utilizan toda clase de medios y procedimientos ya sea la fuerza convencional o cualquier otro medio irregular como la insurgencia, el terrorismo, la migración, los recursos naturales e incluso otros más sofisticados mediante el empleo de las últimas tecnologías (guerra cibernética) con otros métodos de influencia como las noticias falsas, diplomacia, guerra jurídica e intervención electoral del extranjero y en las que la influencia sobre la población resulta vital. Es un nuevo tipo de guerra que "viene a dar por superada la guerra asimétrica (ejército convencional contra fuerza insurgente)". Una ventaja de esta estrategia es que el agresor puede evitar que le atribuyan el ataque (una idea en cierto modo similar a la negación plausible).
Los conflictos híbridos implican esfuerzos a diferentes niveles con el objetivo de desestabilizar un estado funcional y provocar una polarización de su sociedad. A diferencia de lo que ocurre en la guerra convencional, el “centro de gravedad” de la guerra híbrida es un sector determinado de la población. El enemigo trata de influenciar a los estrategas políticos más destacados y a los principales responsables de la toma de decisiones combinando el uso de la presión con operaciones subversivas. El agresor a menudo recurre a actuaciones clandestinas para no asumir la responsabilidad o las posibles represalias."

### Guerra de cuarta generación
La llamada Guerra de cuarta generación es una denominación dentro de la doctrina militar estadounidense que comprende a la Guerra de guerrillas, la Guerra asimétrica, la Guerra de baja intensidad, la Guerra Sucia, el terrorismo de Estado u operaciones similares y encubiertas, la Guerra popular, la Guerra civil, el Terrorismo y el Contraterrorismo, además de la Propaganda, en combinación con estrategias no convencionales de combate que incluyen la Cibernética, la Población civil y la Política. En este tipo de guerras no hay enfrentamiento entre ejércitos regulares ni necesariamente entre Estados, sino entre un estado y grupos violentos o mayormente entre grupos violentos de naturaleza política, económica, religiosa o étnica.

## Guerras récord

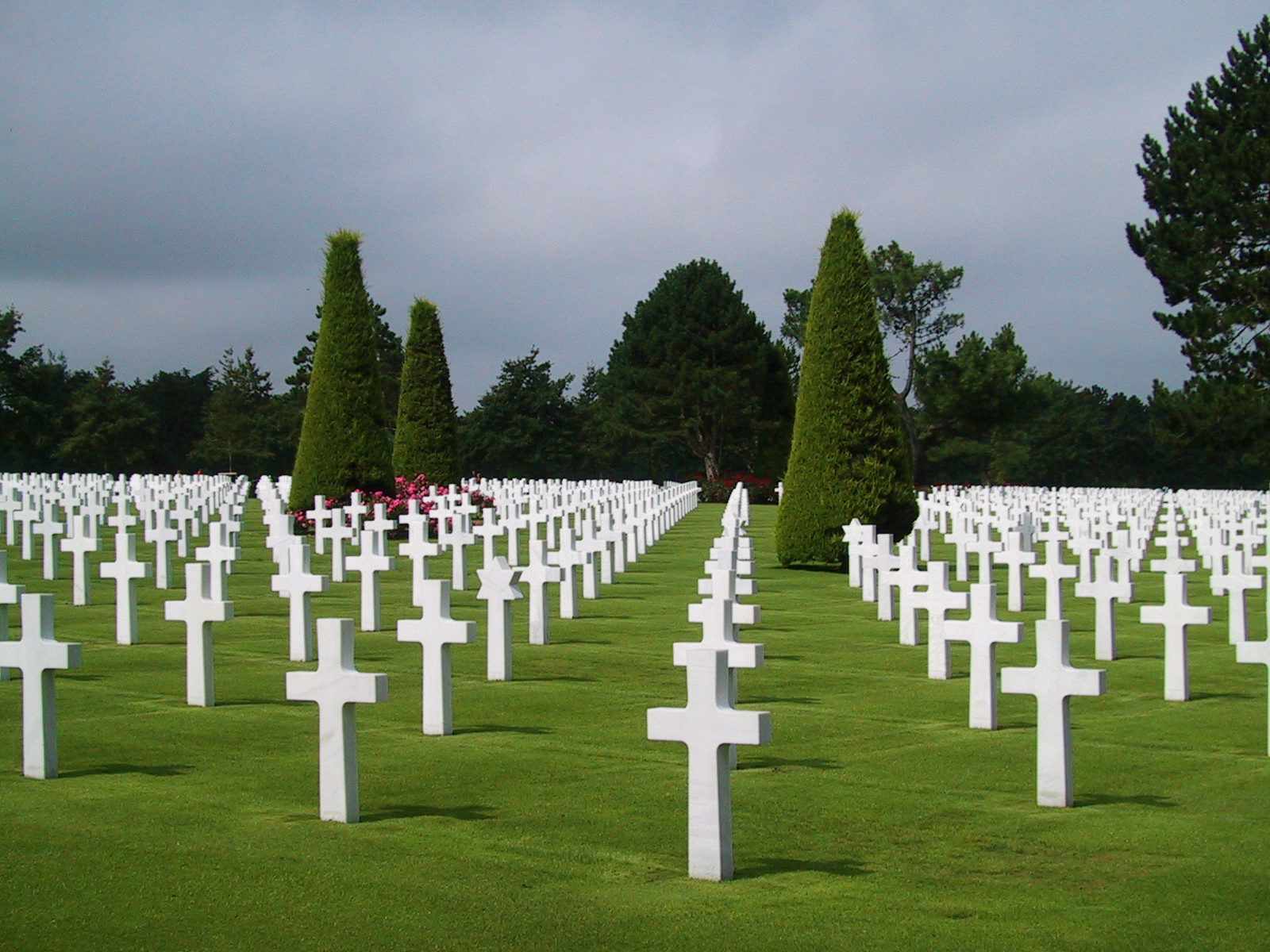
Cementerio militar de la II Guerra Mundial cerca de Colleville-sur-mer en Normandía, Francia. La Segunda Guerra Mundial ha sido una de las más sangrientas de todas, así como la guerra de Vietnam.

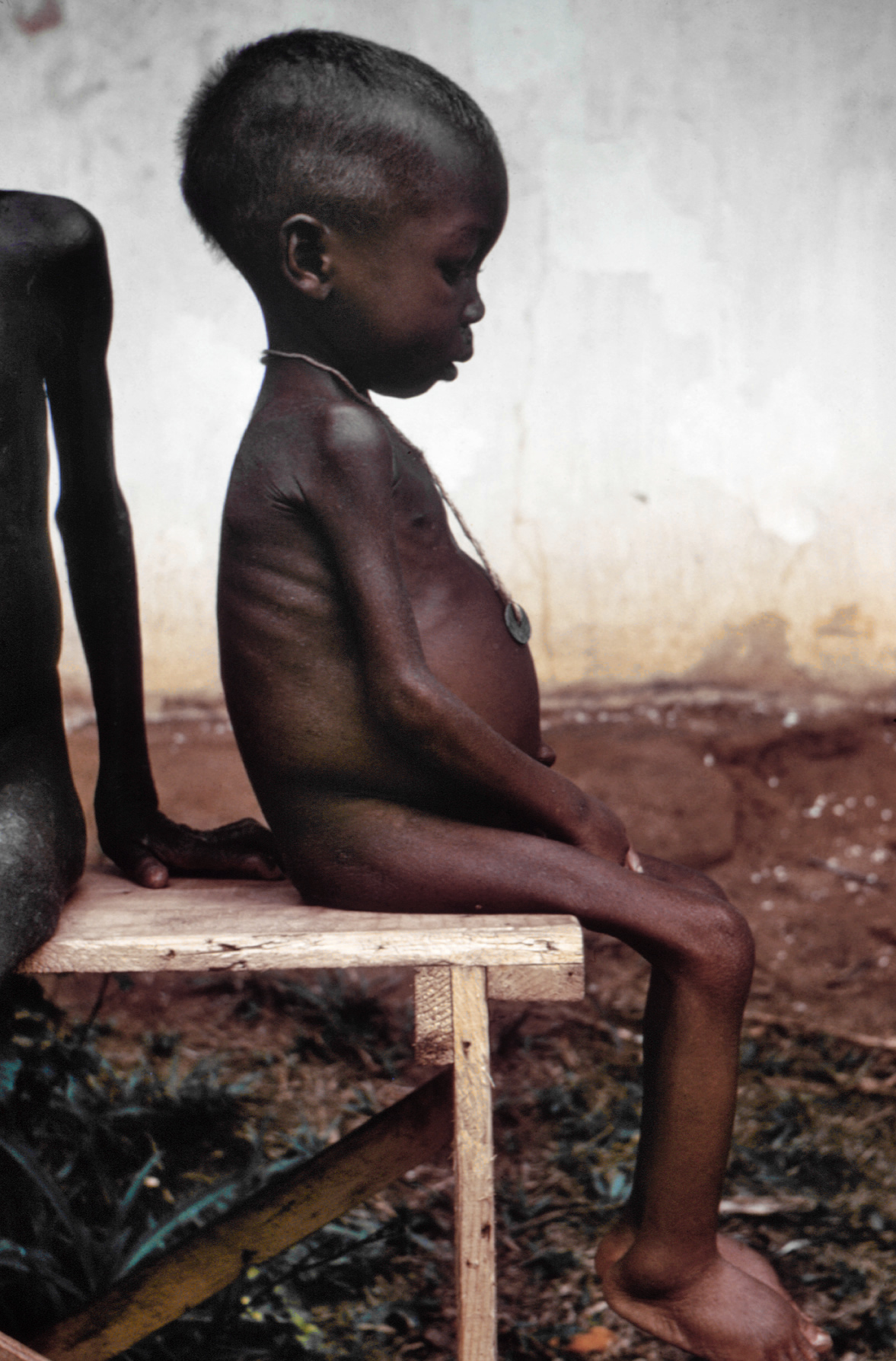
Niño sufriendo kwashiorkor, en un campo de refugiados nigerianos durante la guerra entre Nigeria y Biafra, década de los 60.

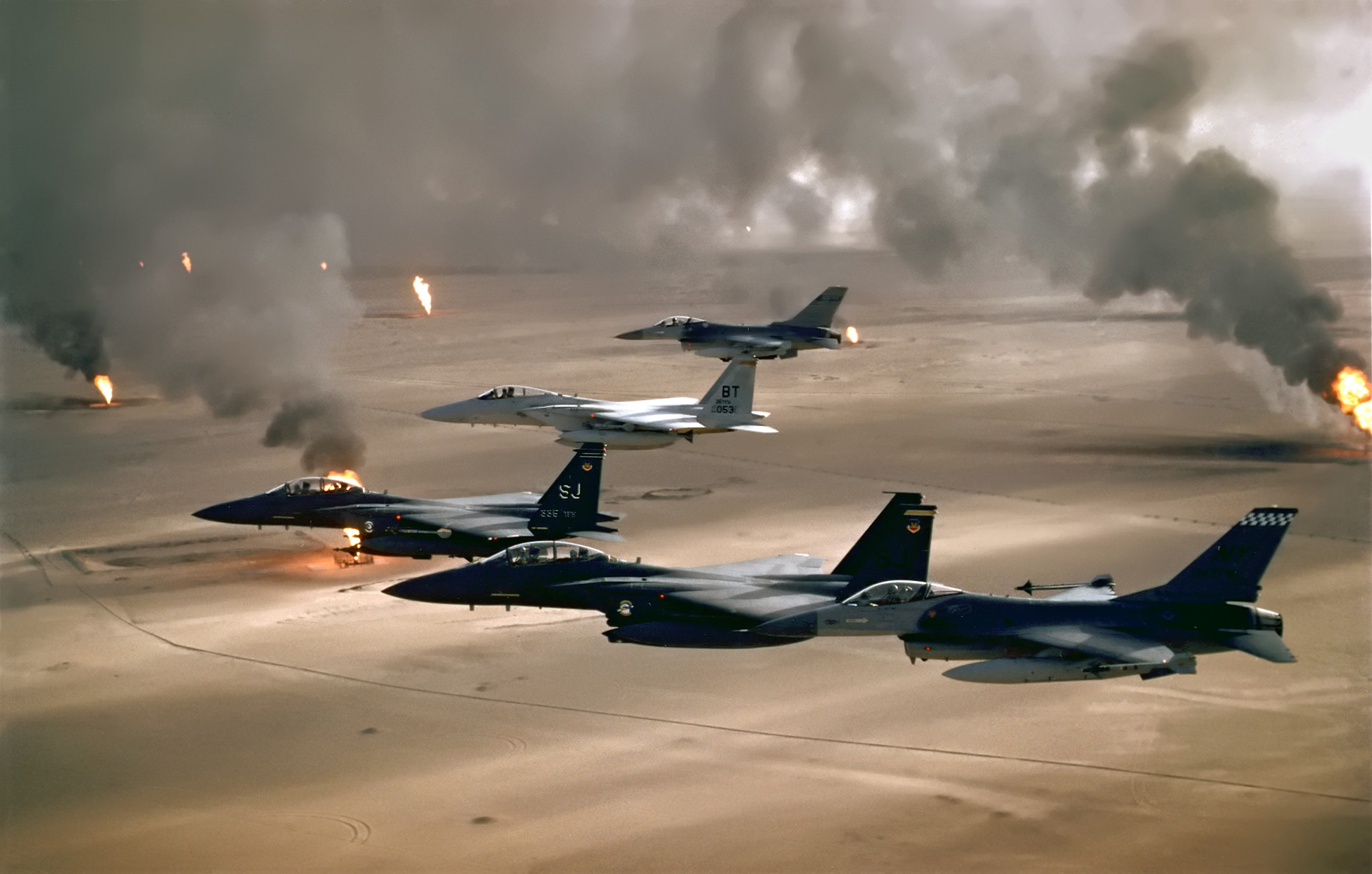
La guerra del Golfo Pérsico (1990-1991) supuso la implicación de más de 30 países de todo el mundo

Según el Libro Guinness de los Récords los siguientes conflictos están cada uno en un extremo
- La guerra más breve que se conoce fue la Guerra anglo-zanzibariana que se declaró entre Reino Unido y Zanzíbar el 27 de agosto de 1896, según los registros, duró solo 38 minutos.
- La guerra más larga habría sido la guerra de los Cien Años que duró 116 años. Otro conflicto bélico también de larga duración fue las Cruzadas, una serie de batallas que duró cerca de 200 años. No obstante, la llamada guerra de Arauco entre españoles e indígenas del Pueblo mapuche, una serie interrumpida de batallas, duró unos 300 años, con largos periodos de tregua. Si se considera como una guerra continua, la guerra de la Reconquista en la península ibérica es la más larga de la historia, con casi 800 años, si no consideramos los frecuentes tratados de paz, alianzas y batallas esporádicas muy localizadas. Eran las típicas guerras de tipo feudal, que ocasionaron la proliferación de castillos defensivos, los cuales le dieron el nombre al Reino de Castilla, aunque también proliferaron en el resto de la península.
- La guerra más sangrienta por el número de muertos fue la Segunda Guerra Mundial, con sus más de 60 millones de muertos por una u otra causa. Sin embargo, la guerra de la Triple Alianza lo sería en relación con la aniquilación de una población nacional organizada (la población paraguaya), descendiendo los habitantes de Paraguay de 500 000 a 120 000; sobreviviendo solo el 25 % de la población paraguaya, de los cuales solo el 10 % eran hombres.
- La Segunda Guerra Mundial ostenta el récord de ser la más costosa económicamente.
- La guerra civil más sangrienta, entendida como la que produjo mayor número de muertos, se produjo en la China de la dinastía Qing y es conocida como Rebelión Taiping (Gran Paz traducido del chino). Se libró entre la citada dinastía Qing y tropas del gobierno Manchú, también chino, desde 1851 a 1864 donde los cálculos más ajustados indican que las muertes pudieron oscilar entre los 20 y los 30 millones de personas, incluidos 100 000 asesinatos por las fuerzas gubernamentales en el saqueo de Nankín, entre el 19 y el 21 de julio de 1864.
- Las guerras que más continentes, territorio y países abarcaron en todo el mundo fueron la Primera y la Segunda Guerra Mundial. Sin embargo a lo largo de la historia hubo varios conflictos que abarcaron gran cantidad de territorio y países de todo el mundo, esos son:
  - Cruzadas
  - Guerra de los Siete Años
  - Guerra de sucesión española
  - Guerra de sucesión austríaca
  - Guerra de los Treinta Años
  - Guerras napoleónicas
  - Guerras de independencia hispanoamericanas
  - Guerra Grande
  - Guerra Fría: 
    - Guerra de Vietnam
    - Guerra de Corea
    - Guerra civil griega
    - Guerra de la frontera de Sudáfrica
    - Guerra civil angoleña
    - Guerra de Afganistán (1978-1992)
    - Guerra de Granada

  - Conflicto árabe-israelí
  - Guerra del Golfo
  - Guerra de Kosovo:
    - Bombardeo de la OTAN sobre Yugoslavia

  - Primavera Árabe (2010-2012):
    - Guerra de Libia de 2011
    - Guerra civil siria

  - Guerra contra el terrorismo

## Guerra y violencia sexual
La violación (y las graves consecuencias que supone) no ha sido solo excluida tradicionalmente del listado de los horrores de la guerra, sino que tampoco estaba, hasta hace poco, reconocida jurídicamente. Se consideraba un efecto colateral inevitable, no como una transgresión de los derechos humanos, mucho menos como estrategias o herramientas para la guerra. Según afirma George Rodrigue «la base legal para encausar a los responsables de la prostitución forzada y la esclavitud sexual ha existido desde tiempo inmemorial, aunque los procesos no se hayan realizado de manera sólida». 
La violación no estaba reconocida como crimen de guerra en la Convención de Ginebra de 1949 ni en el juicio de Núremberg de 1946 y este reconocimiento no le llegó hasta los tribunales ad hoc creados para la ex Yugoslavia (1993) y Ruanda (1994), así como en el Estatuto de Roma del Tribunal Penal Internacional (TPI). En aquellos, se define la violación como crimen contra la humanidad en el caso de que estas violaciones sean generalizadas y sistemáticas (la sistematización puede ser utilizada para demostrar la intencionalidad que precisa el crimen de genocidio, mientras que en el TPI específica que, cuando la violación se comete como parte de un ataque contra civiles, puede ser considerada tanto un crimen de guerra como un crimen contra la humanidad.
Puede ser esta una característica de las nuevas guerras, el reconociendo de la gravedad de las violaciones a las mujeres. Pero no se trata en absoluto de un fenómeno nuevo, sino una consecuencia de la guerra en Europa (Bosnia y Herzegovina) y la visibilización de sus horrores, entre los que sin duda destacó, como antes en numerosos conflictos armados, la violencia contra las mujeres.
¿Qué se consigue con la violación? A menudo, humillar, a través de la mujer, al colectivo. Con la violación no solo se destruye a la mujer sino también a los familiares que observan o son conscientes de la agresión. Muchas veces las violaciones son públicas, en grupo, en presencia del marido u otros allegados. Sin embargo, aunque los parientes cercanos también sufren las consecuencias, son las mujeres directamente violadas las que soportan en numerosas ocasiones el rechazo de la comunidad, incluso cuando se las pueda reconocer como víctimas y sean objeto de lástima. 
Afirma Carlos Martín Beristain que «mientras a los hombres y las mujeres que son heridos o asesinados se les considera ‘héroes’ o ‘mártires’, el dolor de la violación se mantiene en silencio o se convierte en un «estigma». La violación es tanto un arma como una expresión de la guerra. En línea con esta afirmación, el Human Security Centre afirma que el riesgo de violencia sexual en contextos de guerra era mayor cuando las normas sobre violencia sexual anteriores al conflicto armado eran más débiles. 
Pero la violación no es solo instrumento de humillación, sino que también es utilizada para aterrar a las sociedades (en ocasiones para forzar su desplazamiento) o para castigar o controlar. De hecho, cabe no incluir la violación en el ámbito de la sexualidad, sino en el de la tortura. El empleo de la violación sexual como arma de guerra ha estado probado en al menos 13 países entre 2001 y 2004, aunque probablemente la cifra se quede corta. Además de expresión e instrumento, la violación también puede ser una consecuencia, porque se cree que «la guerra exacerba la violencia de género ejercida contra las mujeres en tiempo de paz».

## Tipos de guerras

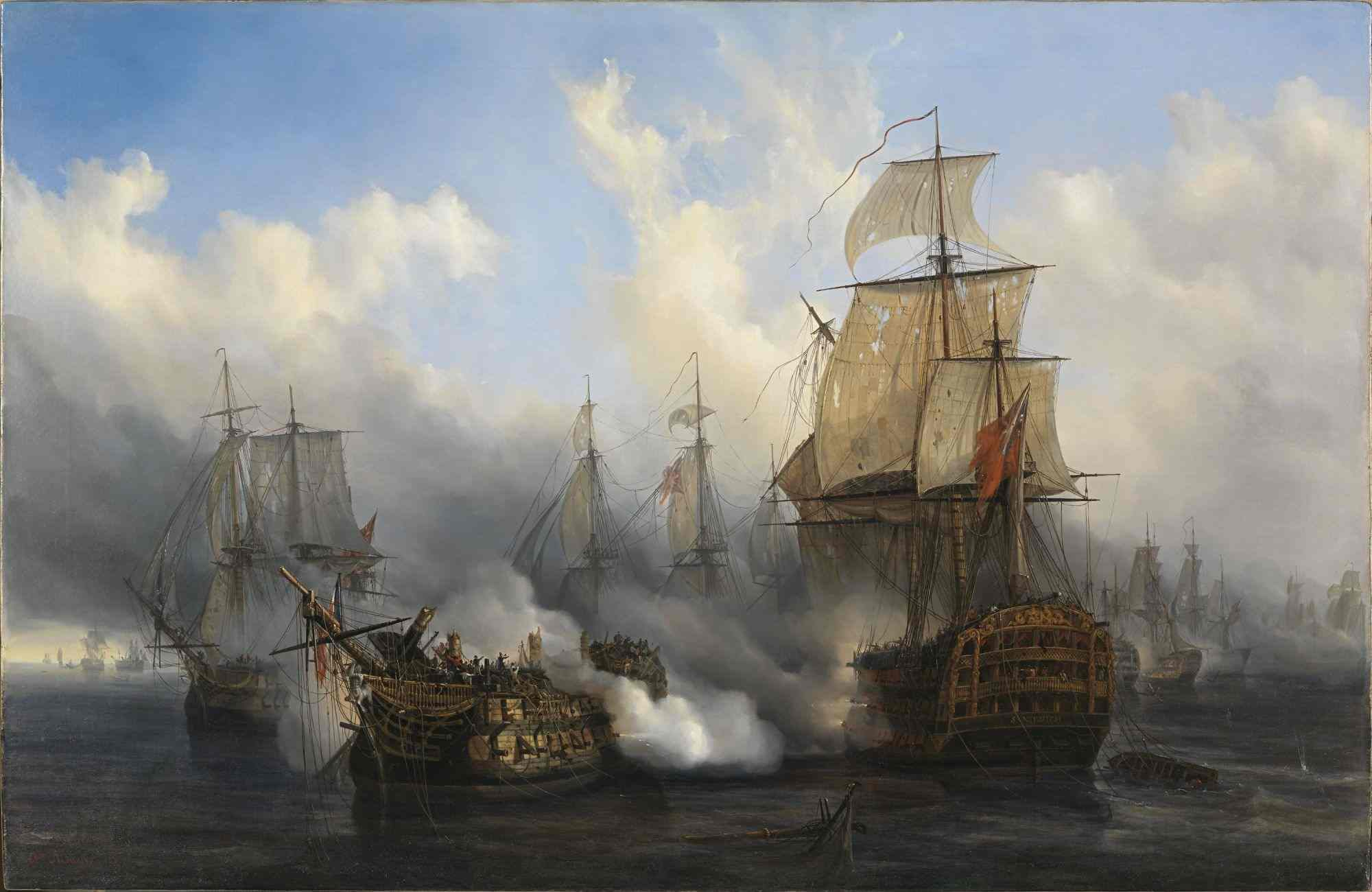
Lienzo pintado al óleo por Auguste Mayer en 1836. El navío británico HMS Sandwich (a la derecha) dispara al buque francés Redoutable (completamente desarbolado) durante la Batalla de Trafalgar (1805). El Redoutable también combate al HMS Victory (detrás de él) y al HMS Temeraire (en el lado izquierdo de la imagen). En realidad, el HMS Sandwich nunca combatió en Trafalgar; se trata de un error del pintor.

| - Guerra absoluta - Guerra acorazada - Guerra aérea - Guerra ártica - Guerra asimétrica - Guerra de independencia - Guerra civil - Guerra biológica o bacteriológica - Guerra comercial - Guerra convencional - Guerra no convencional - Guerra de agresión - Guerra de baja intensidad - Guerra de cuarta generación - Guerra de desgaste - Guerra de guerrillas - Guerra de la información - Guerra preventiva - Guerra urbana | - Guerra psicológica - Guerra de trincheras - Guerra electrónica - Guerra en red - Guerra financiera - Guerra fría - Guerra híbrida - Guerra irrestricta - Guerra justa - Guerra mundial - Guerra naval - Guerra nuclear - Guerra química y bacteriológica - Guerra relámpago - Guerra ritualizada, tribal o endémica - Guerra santa - Guerra subsidiaria, proxy o por poderes - Guerra sucia - Guerra terrestre - Guerra total |

## Prisioneros de guerra

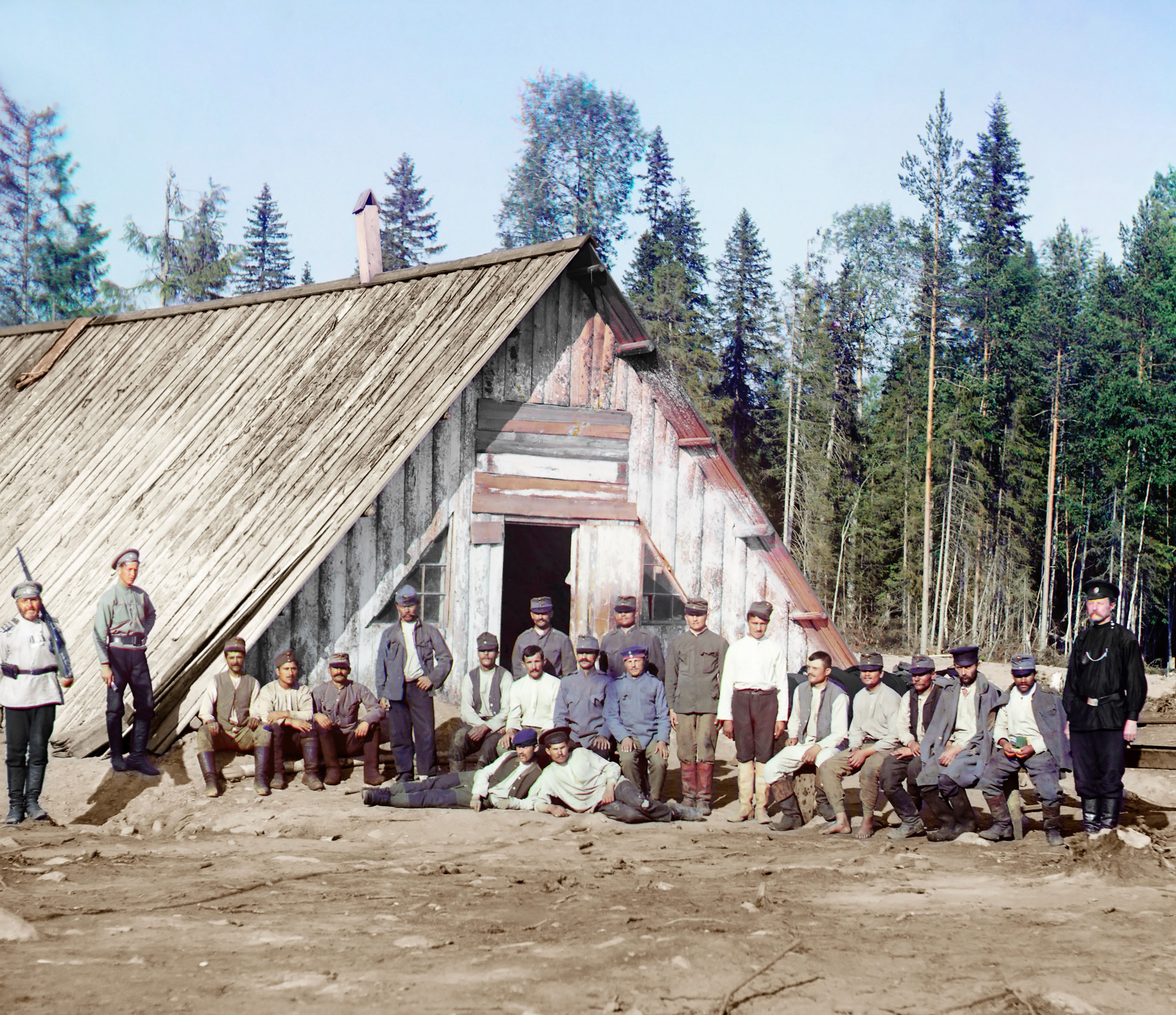
Soldados del Imperio Austrohúngaro hechos prisioneros de guerra en Rusia durante la Primera Guerra Mundial; una fotografía en color de 1915 tomada por Serguéi Prokudin-Gorski.

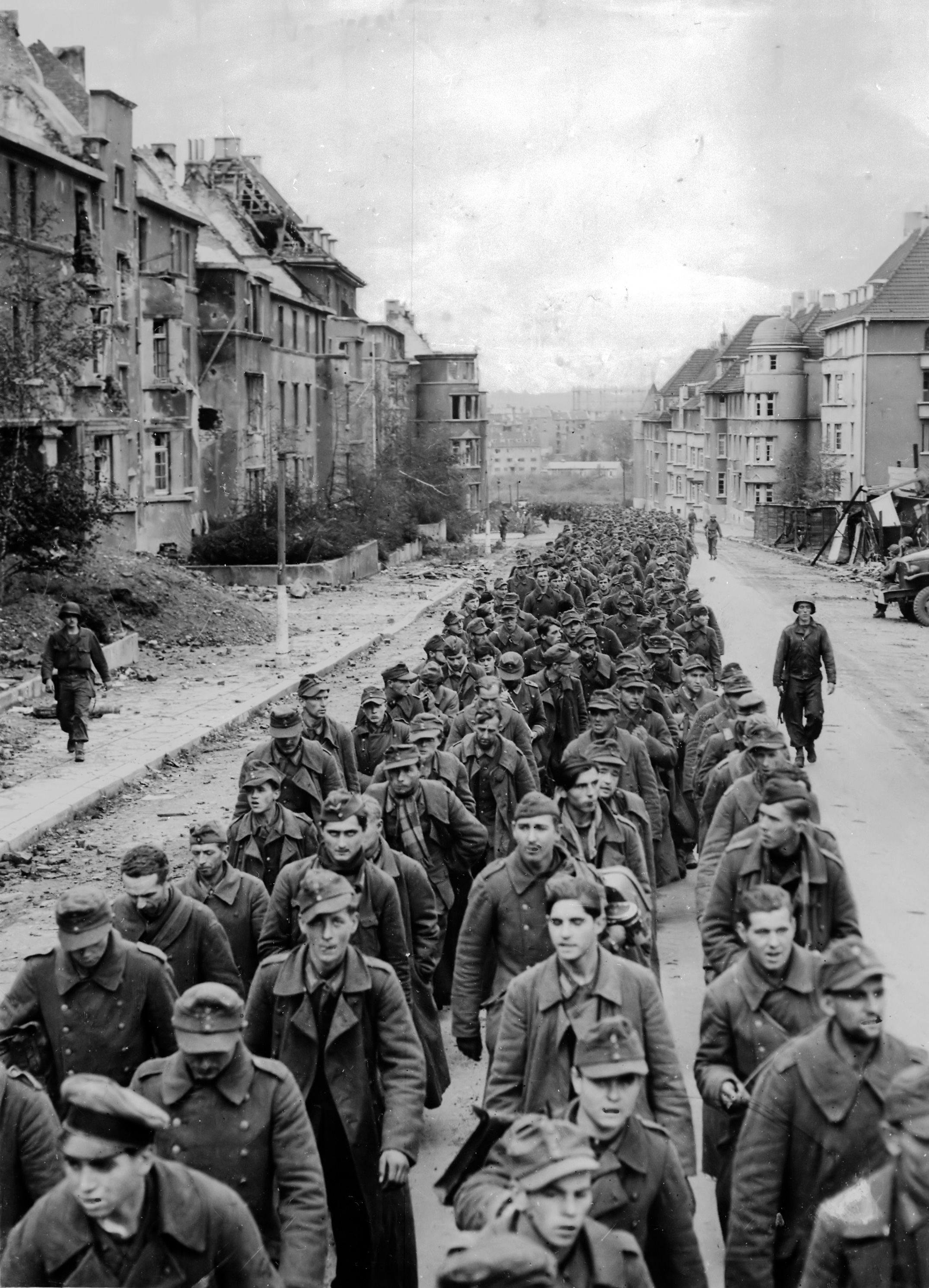
Prisioneros de guerra alemanes capturados tras la caída de Aquisgrán, en 1944, durante la Segunda Guerra Mundial.

Un prisionero de guerra, también conocido como enemigo prisionero de guerra, es un soldado, piloto o marino que es capturado por el enemigo durante o inmediatamente después de un conflicto armado. Existen leyes para asegurarse de que los prisioneros de guerra serán tratados humana y diplomáticamente. El grado de cumplimiento de tales leyes difiere notablemente entre unas naciones y otras.
El artículo 4 del Tercer Convenio de Ginebra protege al personal militar apresado, algunos guerrilleros y ciertos civiles. Esto se aplica desde el momento de la captura hasta cuando es liberado o repatriado. Uno de los principales puntos de la convención condenan la tortura, y al prisionero solo le pueden pedir su nombre, fecha de nacimiento, rango y número de servicio (si es aplicable).
En principio, para ser considerado como tal, el prisionero de guerra debe reunir determinadas condiciones: ser parte de un regimiento, vestir un uniforme, banderas e insignias y mostrar sus armas de forma fehaciente. Así, francotiradores, terroristas y espías pueden quedar fuera de esta calificación. En la práctica, esto no siempre se cumple estrictamente. Los miembros de las guerrillas, por ejemplo, pueden no vestir un uniforme o llevar armas abiertamente, pero ahora se les da estatus de prisionero de guerra si son capturados; sin embargo, las guerrillas o cualquier otro combatiente puede que no se le confiera el estatus de PDG si intentan pasar por dos tipos, por civil o por militar.

### En literatura
- El arte de la guerra de Sun Tzu
- El príncipe, de Nicolás Maquiavelo
- De la guerra, de Carl von Clausewitz